# Gueberschwihr
Gueberschwihr [gebəʁʃviʁ]  est une commune française située dans la circonscription administrative du Haut-Rhin et, depuis le 1er janvier 2021, dans le territoire de la Collectivité européenne d'Alsace, en région Grand Est.
Cette commune se trouve dans la région historique et culturelle d'Alsace et est réputée pour ses maisons Renaissance et à colombages et son vignoble, en particulier le lieu-dit Alsace Grand Cru Goldert. De nombreux bâtiments du centre du village sont inscrits à l'Inventaire général du patrimoine culturel où sont recensés 78 monuments ou habitations. Ses habitants sont appelés les Gueberschwihrois.

## Géographie

### Localisation

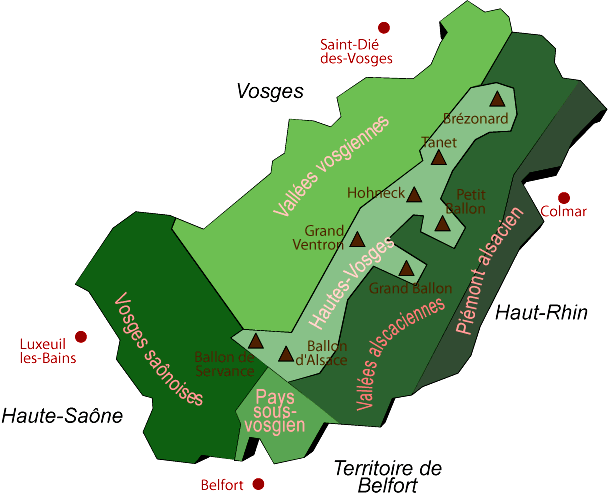
Carte du parc naturel régional des Ballons des Vosges.

Gueberschwihr appartient au canton de Wintzenheim dans l'arrondissement de Thann-Guebwiller. C'est l'une des 208 communes du parc naturel régional des Ballons des Vosges créé en 1989 et qui s'étend sur trois régions (Alsace, Lorraine et Bourgogne-Franche-Comté) et quatre départements (Haut-Rhin, Territoire de Belfort, Vosges et Haute-Saône).
L'orientation et la localisation de Gueberschwihr par rapport à quelques grandes villes françaises sont données dans le tableau suivant. Distance à vol d'oiseau :
| Ville                | Strasbourg | Lyon         | Paris      | Lille        | Nice       | Marseille    | Toulouse     | Nantes     | Bordeaux     | Brest      |
| Distance Orientation | 73 km (N)  | 311 km (S-O) | 377 km (O) | 423 km (N-O) | 479 km (S) | 544 km (S-O) | 667 km (S-O) | 671 km (O) | 699 km (S-O) | 873 km (O) |

### Géologie et relief
La colline sur laquelle est bâti le village ancien et récent est blottie entre 250 et 300 mètres d'altitude. À flanc de coteau du vignoble d'Alsace sur la route des vins d'Alsace, elle se place à l'ouest et au fond de l'amphithéâtre formé par la côte dite de Hattstatt-Elsbourg.
La commune est surtout étendue d'ouest en est : 
- par la montagne du Bildstoeckele et son flanc raviné du Sandrain en amont du hameau d'Osenbuhr, elle appartient aux Vosges granitiques ;
- les collines vosgiennes gréseuses de l'Ostbourg et du Breitenbourg, puis du Herrenwald encadrant la vallée du couvent Saint-Marc supportent l'essentiel de sa forêt communale ;
- au-delà des contreforts du piémont vosgien, aujourd'hui boisé, où se trouvent les anciennes carrières, le terroir de plaine est marqué par l'amas post-glaciaire quaternaire de lœss fertiles sur les anciennes terrasses alluviales de la Lauch.

L'altitude du territoire communal varie ainsi de 197 à 873 mètres sur une ligne fictive de l'est à l'ouest.
La commune est réputée pour ses deux sites d'escalade. Le premier est le site de « l'Ancien Gueberschwihr », propriété de la commune, équipé et conventionné, de catégorie sportive et initiation et de niveau 2c au 7b, les voies en grès sont longues de 11 à 30 m. Le second site est le site du « Nouveau Gueberschwihr », privé, équipé et conventionné, de catégorie sportive et de niveau 4c au 8b, les voies en grès sont longues de 11 à 25 m.

### Sismicité
Le canton de Rouffach est classé en zone 3 (risque faible).

### Catastrophes naturelles
La commune a connu de 1983 à 1999 trois inondations et coulées de boue dont une avec mouvement de terrain qui ont été reconnues catastrophes naturelles avec publication d'un arrêté de reconnaissance de catastrophe naturelle publié au Journal Officiel. 
| Type de catastrophe                                     | Début            | Fin              | Arrêté           | Parution au J.O. |
| ------------------------------------------------------- | ---------------- | ---------------- | ---------------- | ---------------- |
| Inondations et coulées de boue                          | 25 mai 1983      | 27 mai 1983      | 20 juillet 1983  | 26 juillet 1983  |
| Inondations et coulées de boue                          | 12 juillet 1991  | 12 juillet 1991  | 31 juillet 1992  | 18 août 1992     |
| Inondations et coulées de boue et mouvements de terrain | 25 décembre 1999 | 29 décembre 1999 | 29 décembre 1999 | 30 décembre 1999 |

### Voies de communications et transports

#### Voies routières

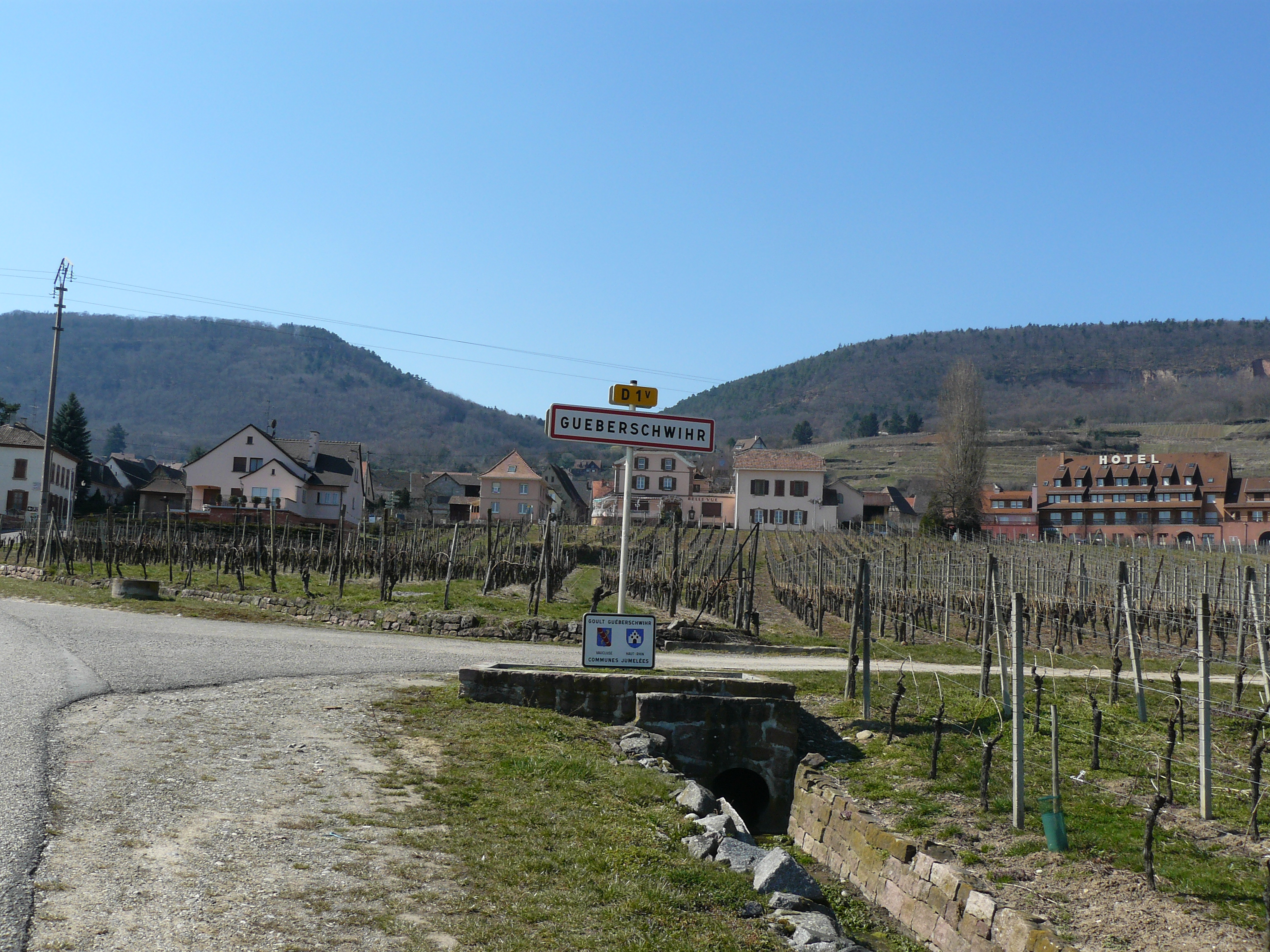
Entrée du village de Gueberschwihr par la route D 1V.

Le village est situé près de la RN 83 entre Colmar à l'est (12 km) et Rouffach (6 km) à l'ouest. À la sortie sud de Colmar, deux routes permettent de rejoindre ce village : la D 1V et la D 1IX.

#### Voies ferroviaires
Haltes ferroviaires : Herrlisheim-près-Colmar à 3,7 km, Rouffach à 5,5 km, Walbach à 6,9 km, Wihr-au-Val-Soultzbach à 6,9 km et Gunsbach-Griesbach à 8,7 km.

#### Voies aériennes
Trois aérodromes ou aéroports français et européens sont situés à moins de cinquante kilomètres : aérodrome de Colmar-Houssen à 13,3 km,
aérodrome de Fribourg-Ecuvillens à 41,5 km et aéroport international de Bâle-Mulhouse-Fribourg à 49,8 km.

### Hydrographie
La commune est dans le bassin versant du Rhin au sein du bassin Rhin-Meuse. Elle n'est drainée par aucun cours d'eau,.

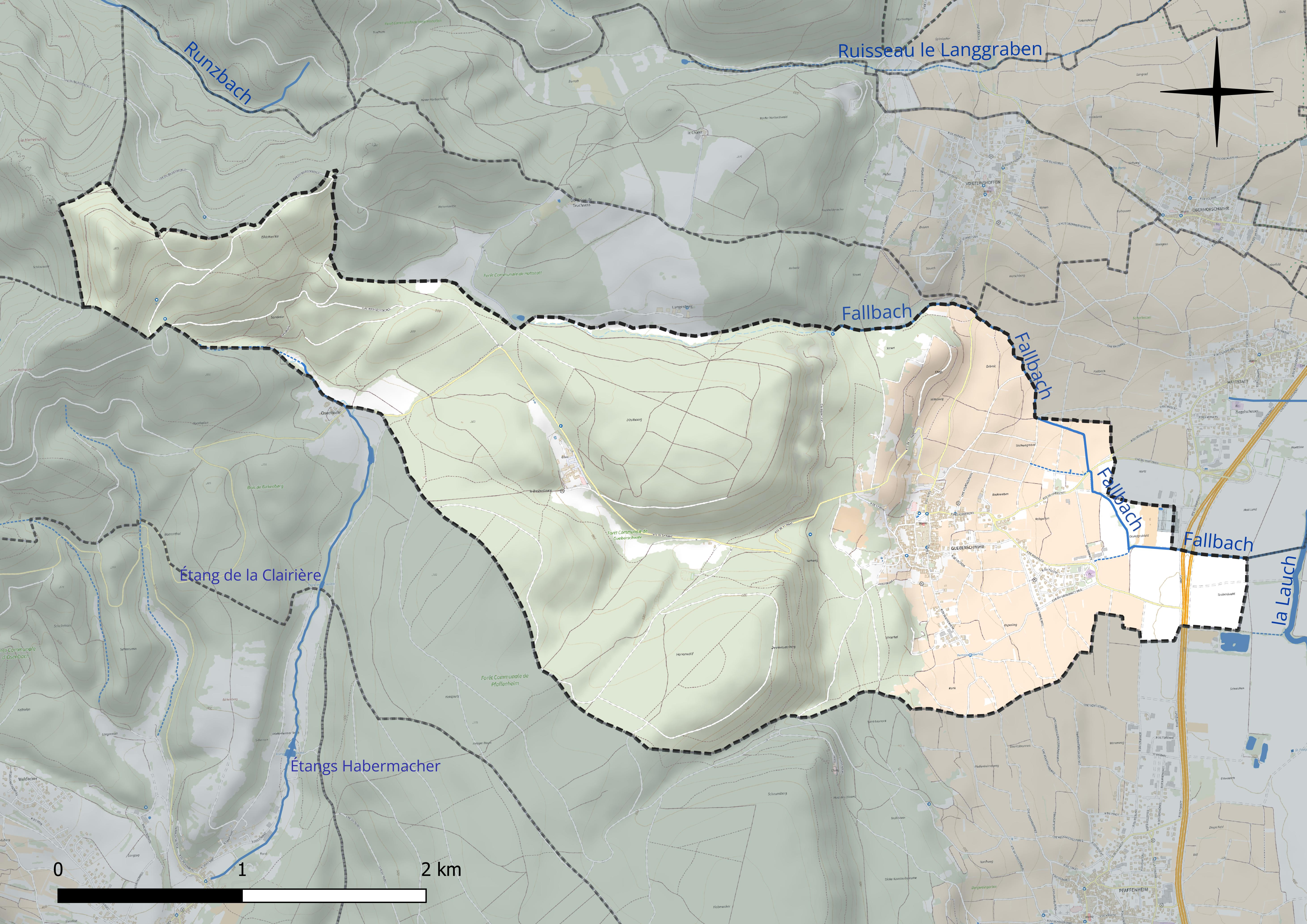
Réseau hydrographique de Gueberschwihr.

### Climat
Pour des articles plus généraux, voir Climat du Grand Est et Climat du Haut-Rhin.
En 2010, le climat de la commune est de type climat des marges montargnardes, selon une étude du Centre national de la recherche scientifique s'appuyant sur une série de données couvrant la période 1971-2000. En 2020, Météo-France publie une typologie des climats de la France métropolitaine dans laquelle la commune est exposée à un climat semi-continental et est dans la région climatique Vosges, caractérisée par une pluviométrie très élevée (1 500 à 2 000 mm/an) en toutes saisons et un hiver rude (moins de 1 °C).
Pour la période 1971-2000, la température annuelle moyenne est de 10,4 °C, avec une amplitude thermique annuelle de 17,3 °C. Le cumul annuel moyen de précipitations est de 910 mm, avec 9,5 jours de précipitations en janvier et 9,6 jours en juillet. Pour la période 1991-2020, la température moyenne annuelle observée sur la station météorologique de Météo-France la plus proche, « Rouffach - Sa », sur la commune de Rouffach à 5 km à vol d'oiseau, est de 11,5 °C et le cumul annuel moyen de précipitations est de 621,8 mm. 
La température maximale relevée sur cette station est de 39,3 °C, atteinte le 13 août 2003 ; la température minimale est de −17,5 °C, atteinte le 13 janvier 1987,,.
Les paramètres climatiques de la commune ont été estimés pour le milieu du siècle (2041-2070) selon différents scénarios d'émission de gaz à effet de serre à partir des nouvelles projections climatiques de référence DRIAS-2020. Ils sont consultables sur un site dédié publié par Météo-France en novembre 2022.

### Toponymie
- villare Eberhardi, en 735.
- Geblissvilr, en 1225.
- Geblinsvilr, en 1314.
- Gebelsvilr, en 1434.
- Vicus Gebhardi villaris nunc Geblyszweyler adapellatus.
- Eberhardi villaris.
- Gebliszweiler, Gebersvilr, Gebersweier, au XVIe siècle.

## Urbanisme

### Typologie
Au 1er janvier 2024, Gueberschwihr est catégorisée bourg rural, selon la nouvelle grille communale de densité à sept niveaux définie par l'Insee en 2022.
Elle est située hors unité urbaine. Par ailleurs la commune fait partie de l'aire d'attraction de Colmar, dont elle est une commune de la couronne,. Cette aire, qui regroupe 95 communes, est catégorisée dans les aires de 50 000 à moins de 200 000 habitants,.

### Occupation des sols
L'occupation des sols de la commune, telle qu'elle ressort de la base de données européenne d’occupation biophysique des sols Corine Land Cover (CLC), est marquée par l'importance des forêts et milieux semi-naturels (66,1 % en 2018), une proportion sensiblement équivalente à celle de 1990 (66 %). La répartition détaillée en 2018 est la suivante : 
forêts (66,1 %), cultures permanentes (16,4 %), zones agricoles hétérogènes (7 %), zones urbanisées (4,7 %), terres arables (4,7 %), prairies (1,1 %). L'évolution de l’occupation des sols de la commune et de ses infrastructures peut être observée sur les différentes représentations cartographiques du territoire : la carte de Cassini (XVIIIe siècle), la carte d'état-major (1820-1866) et les cartes ou photos aériennes de l'IGN pour la période actuelle (1950 à aujourd'hui).

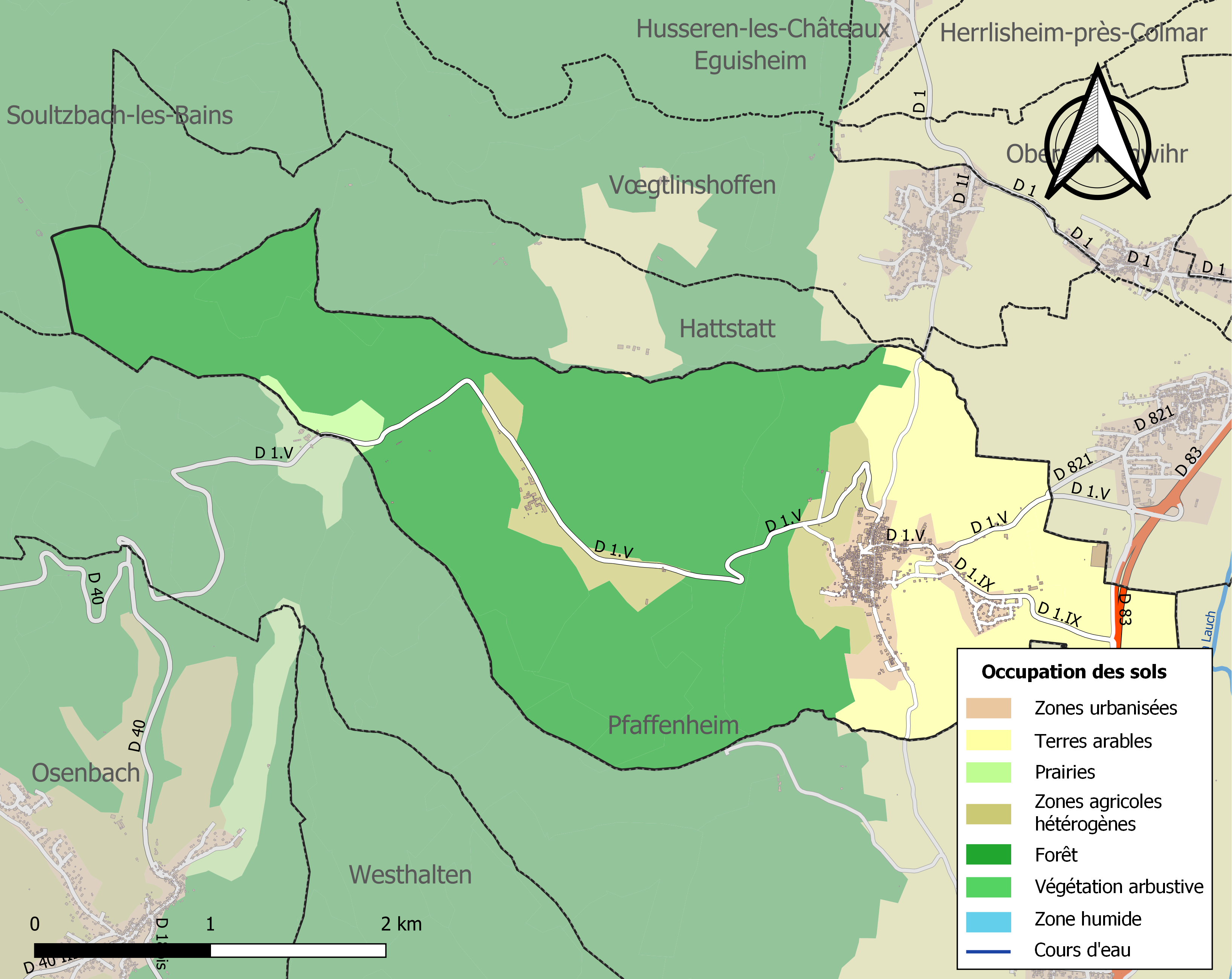
Carte des infrastructures et de l'occupation des sols de la commune en 2018 (CLC).

### Logement
En 2008, Gueberschwihr compte 424 logements, contre 386 en 1999. Les constructions neuves sont bien plus présentes que la moyenne française : 22,4 % des résidences principales datent de 1990 et plus contre 10,4 % en France. En revanche, la commune possède plus de la moitié (53,7 %) de constructions datant d'avant 1949.
En 2008, les résidences principales représentent 384 logements soit 76,3 % du parc, réparties à 84,7 % en maisons individuelles (75,9 % en 1999) et à 13,9 % en appartements (respectivement 56,1 % et 42,4 % en France métropolitaine). 77,8 % des habitations principales comportent 4 pièces et plus. Les propriétaires de leurs logements constituent 78,7 % des habitants (68,2 % en 1999) contre 16,4 % qui sont locataires (respectivement 57,4 % et 39,8 % en France métropolitaine).
Les maisons sont grandes, en effet 56,5 % ont 5 pièces et plus et 23,1 % 4 pièces. Le nombre moyen de pièces est de 5 pour les maisons et 3,5 pour les appartements. 65,8 % habitant leur maison depuis plus de 10 ans.

## Histoire

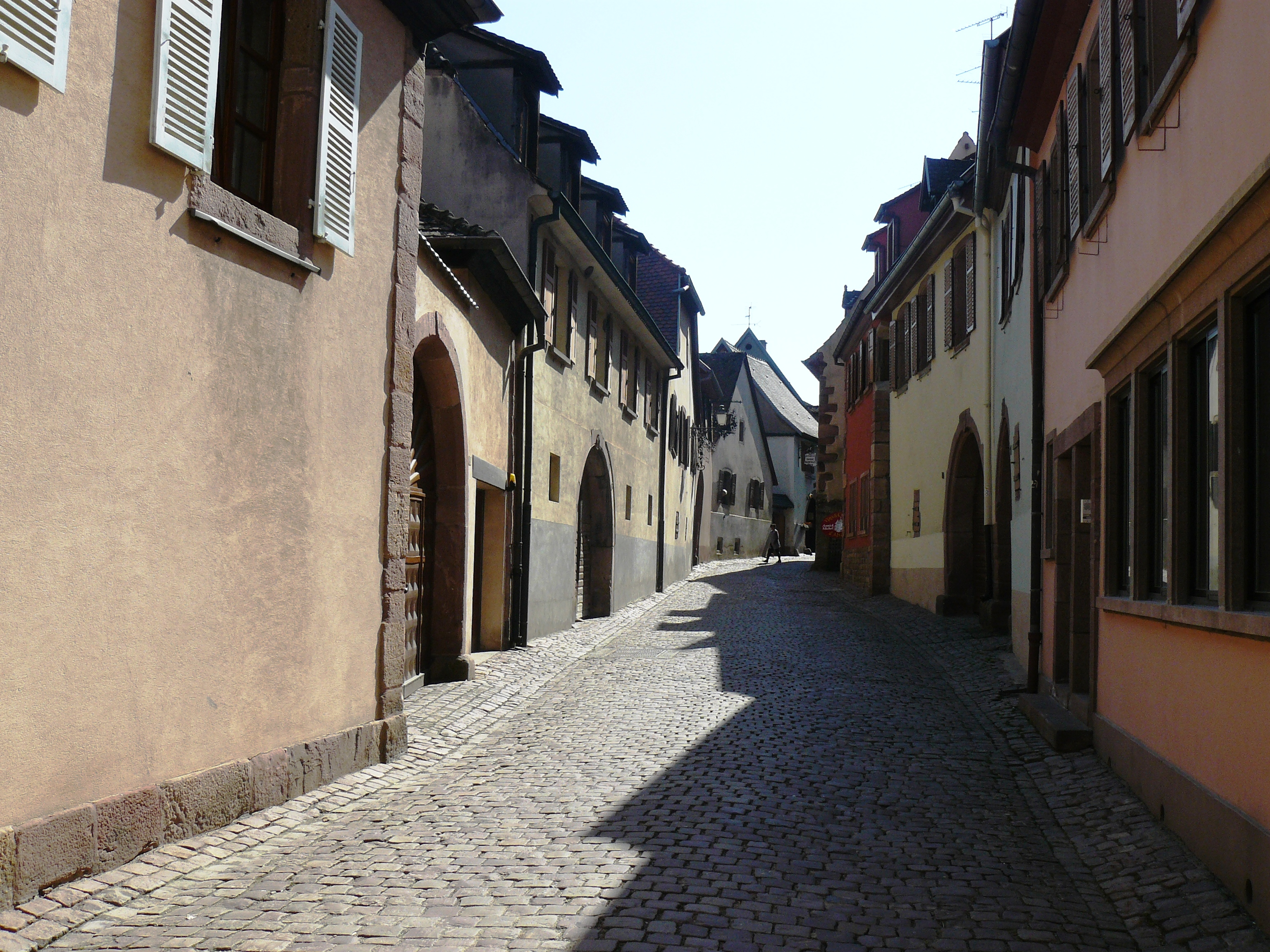
Le centre du village de Gueberschwihr.

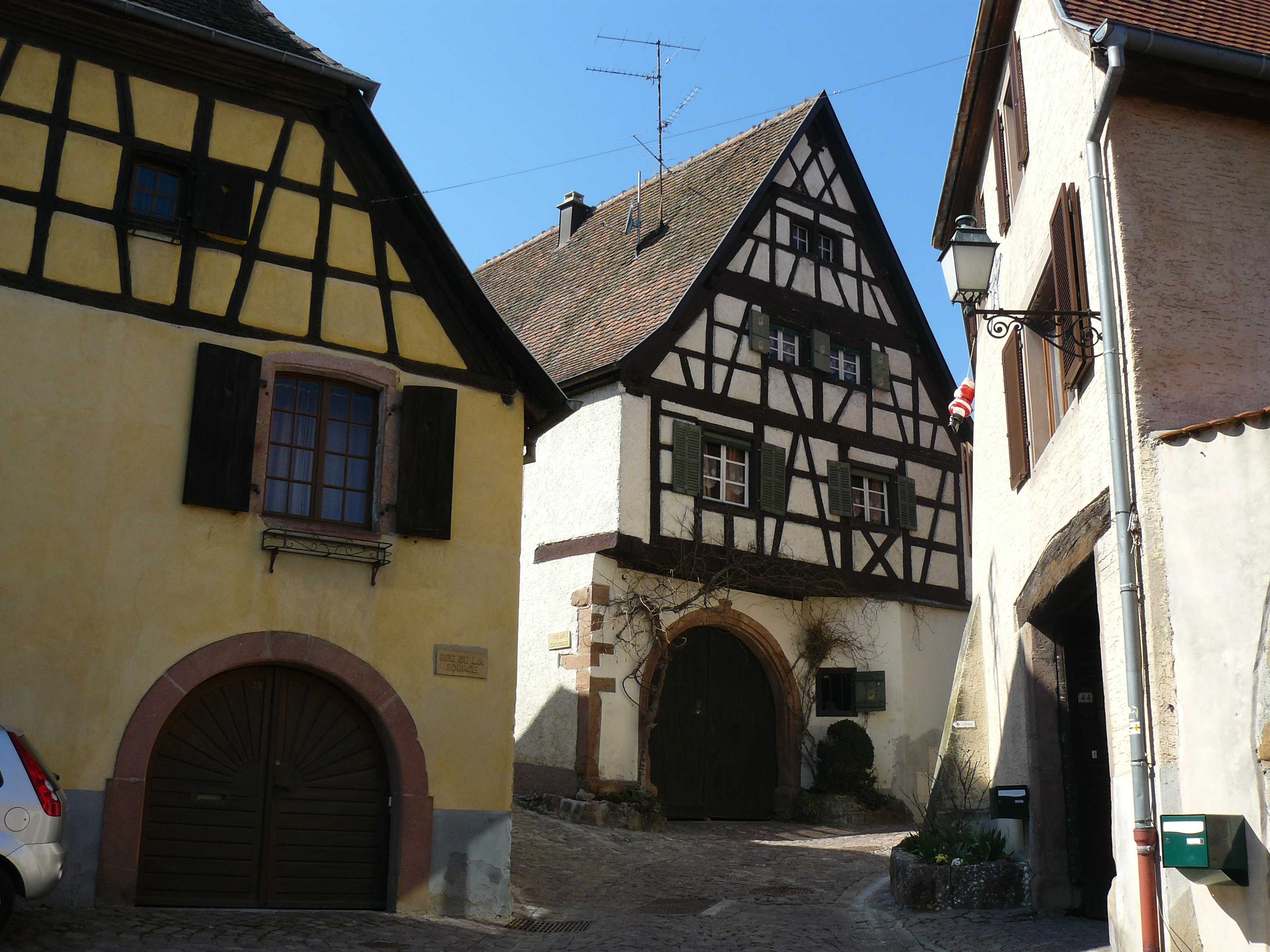
Maisons à colombages situées près de la rue des sources.

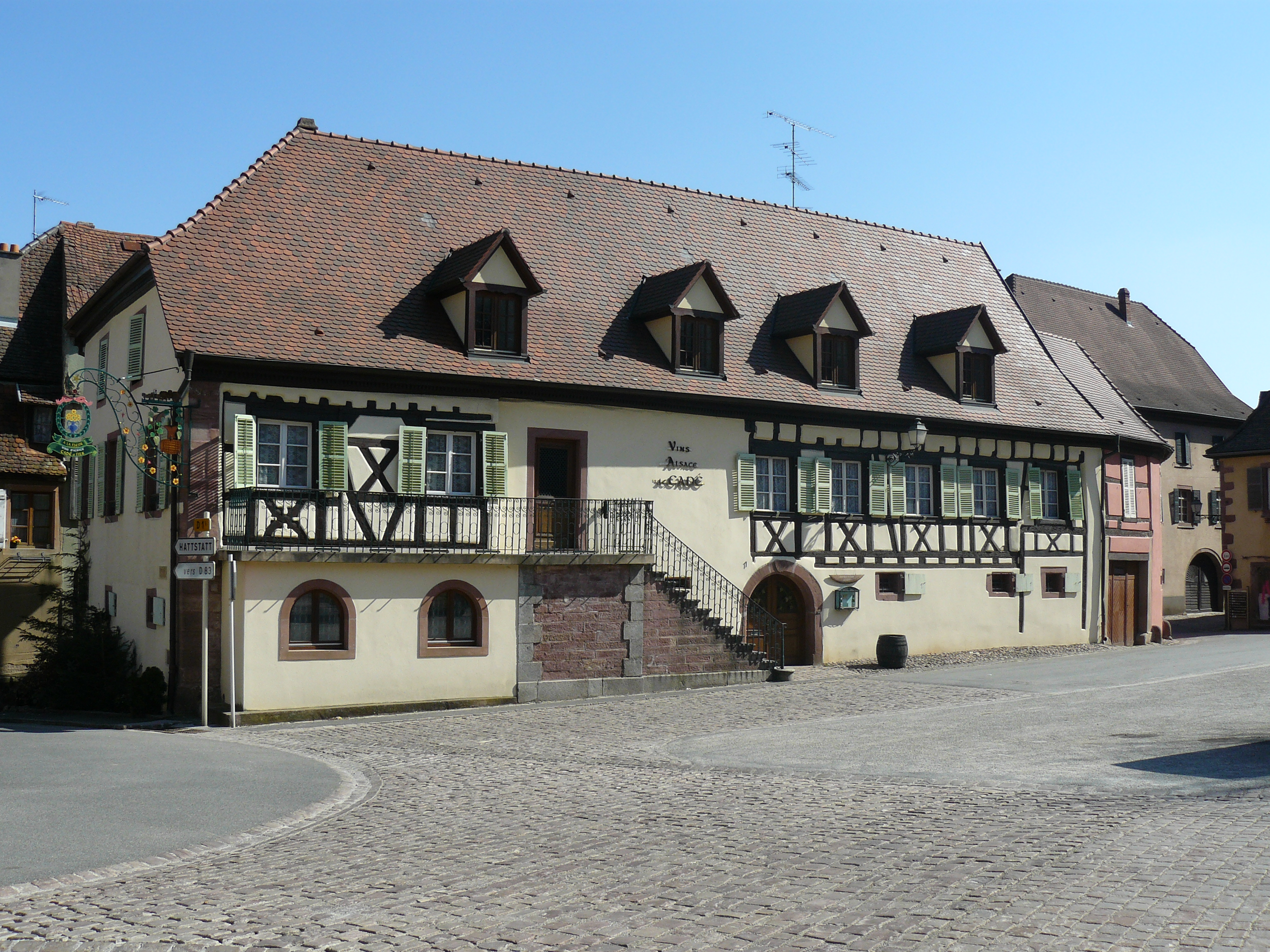
Ancienne cave vinicole rénovée.

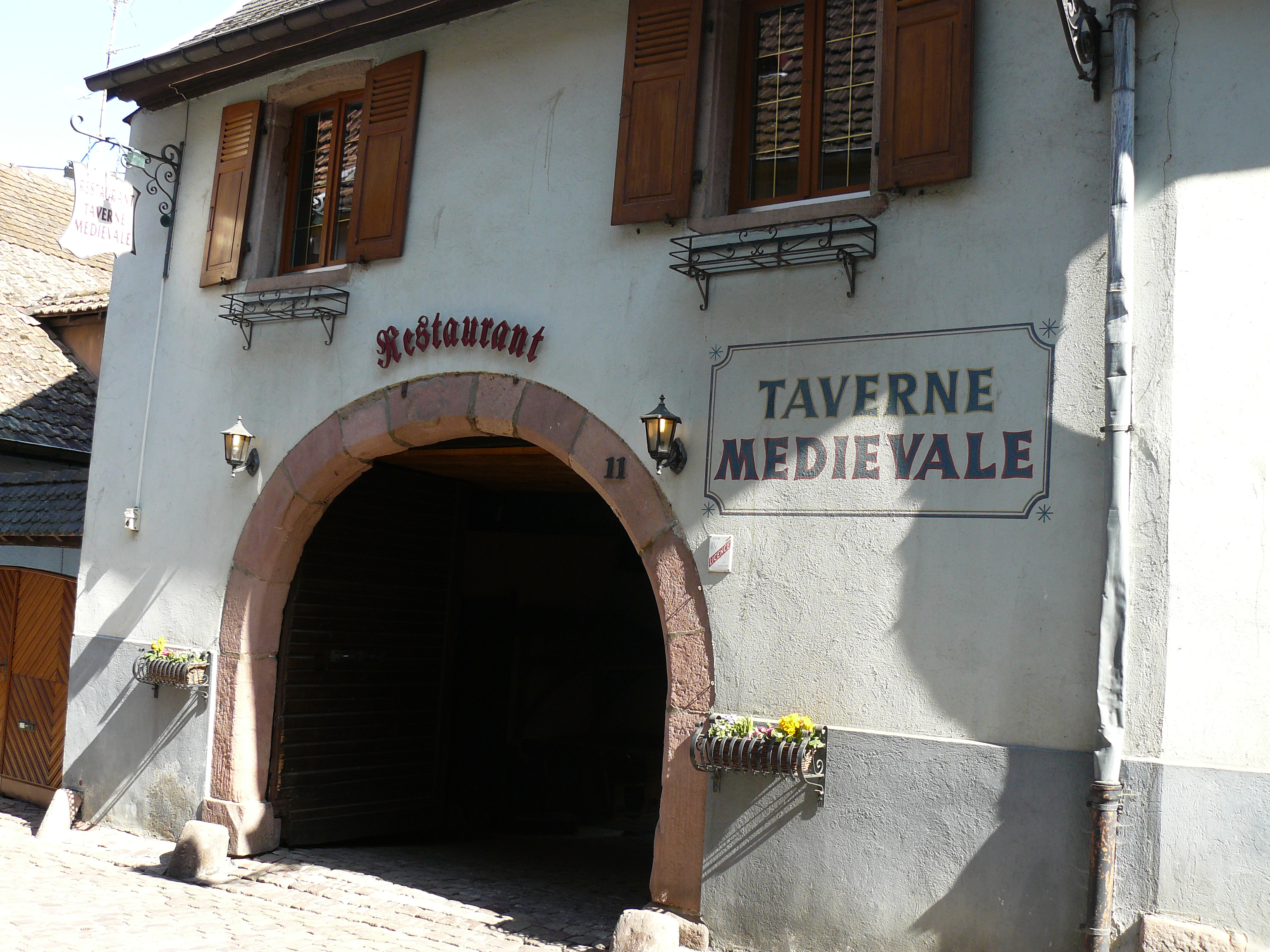
Taverne médiévale - Édifice du XVIIIe siècle.

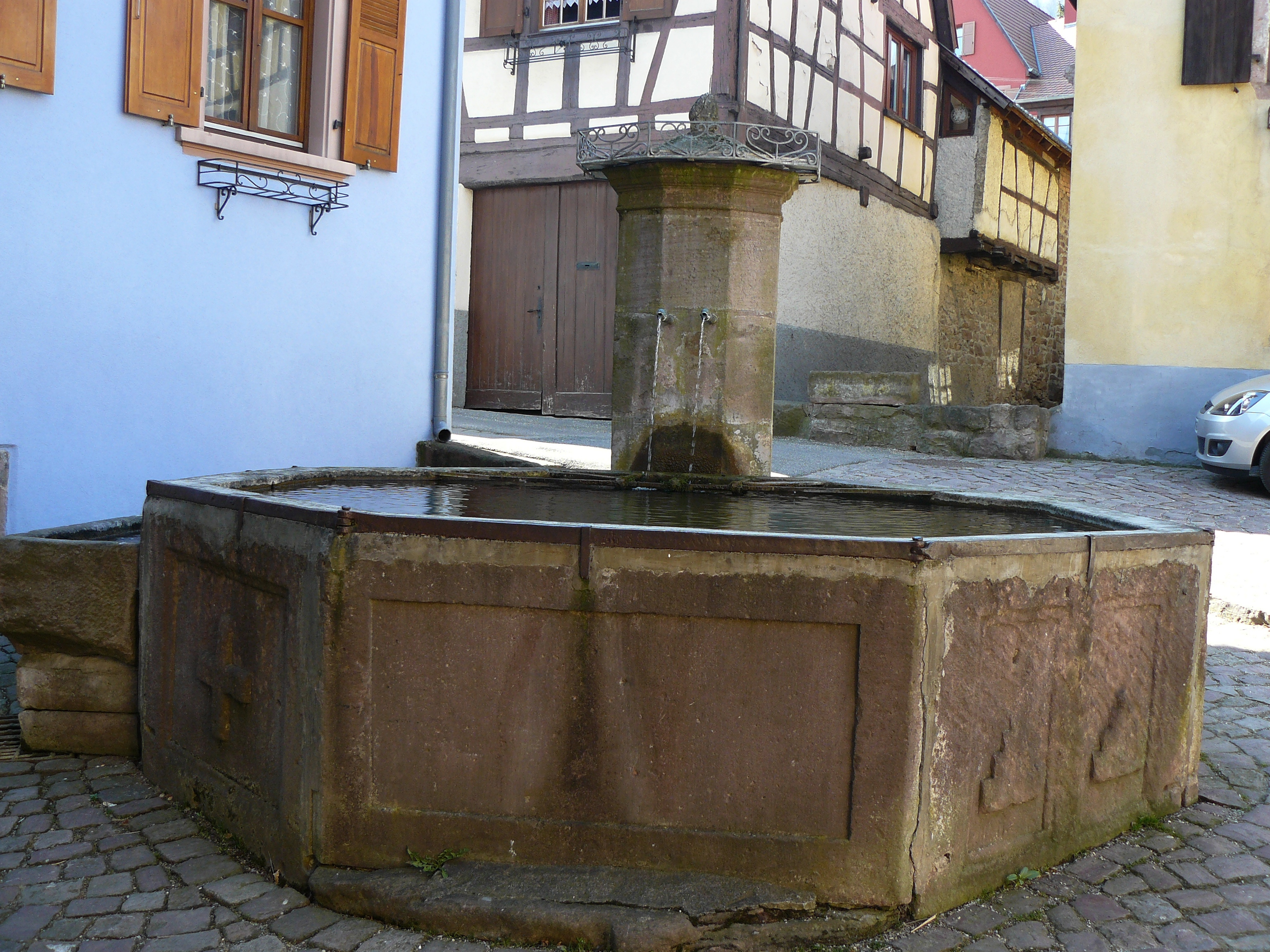
Fontaine, rue de la source (XVIIIe siècle).

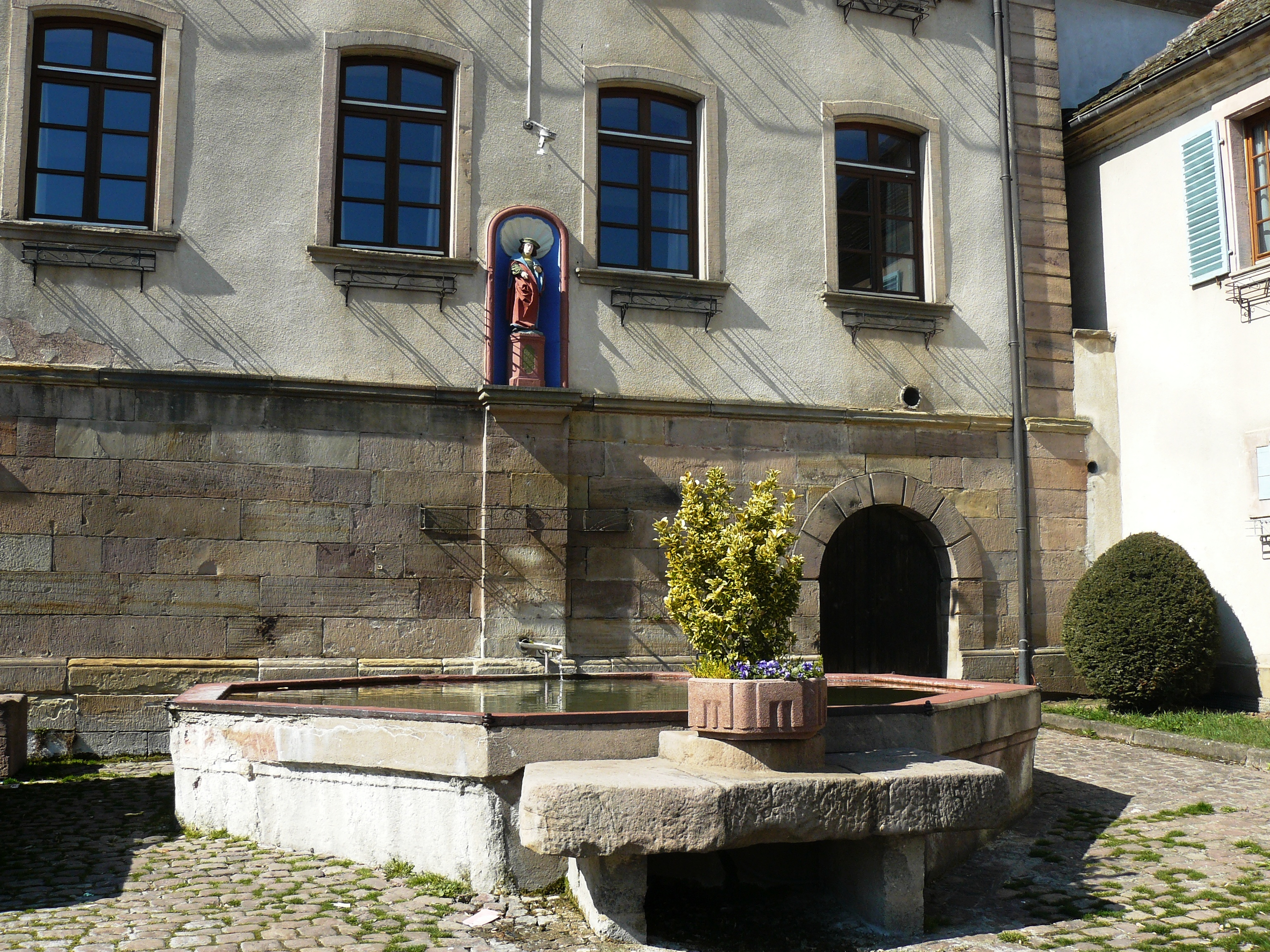
Fontaine Saint-Pantaléon (1635) située Place de la Mairie.

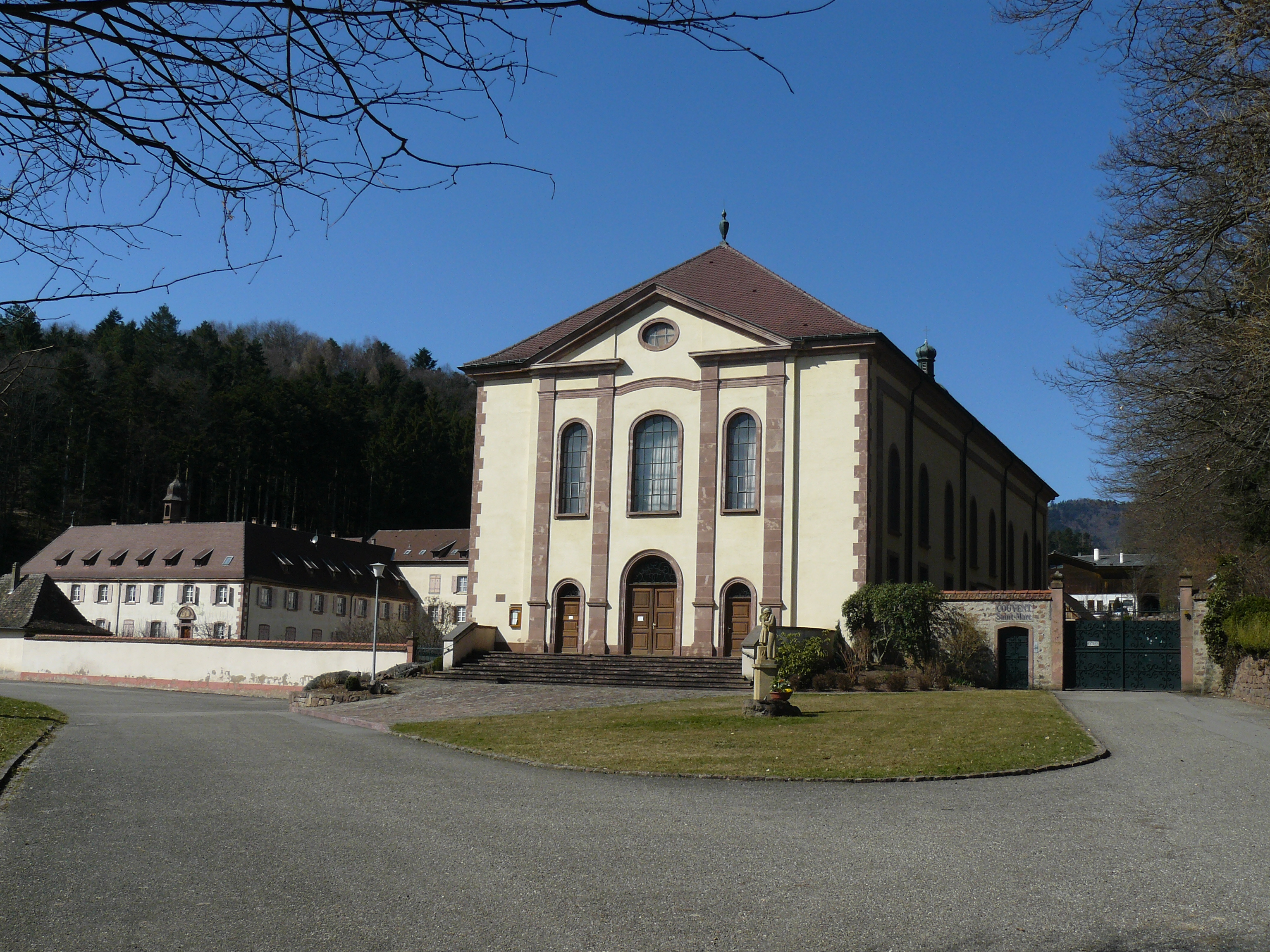
Couvent Saint-Marc à Gueberschwihr.

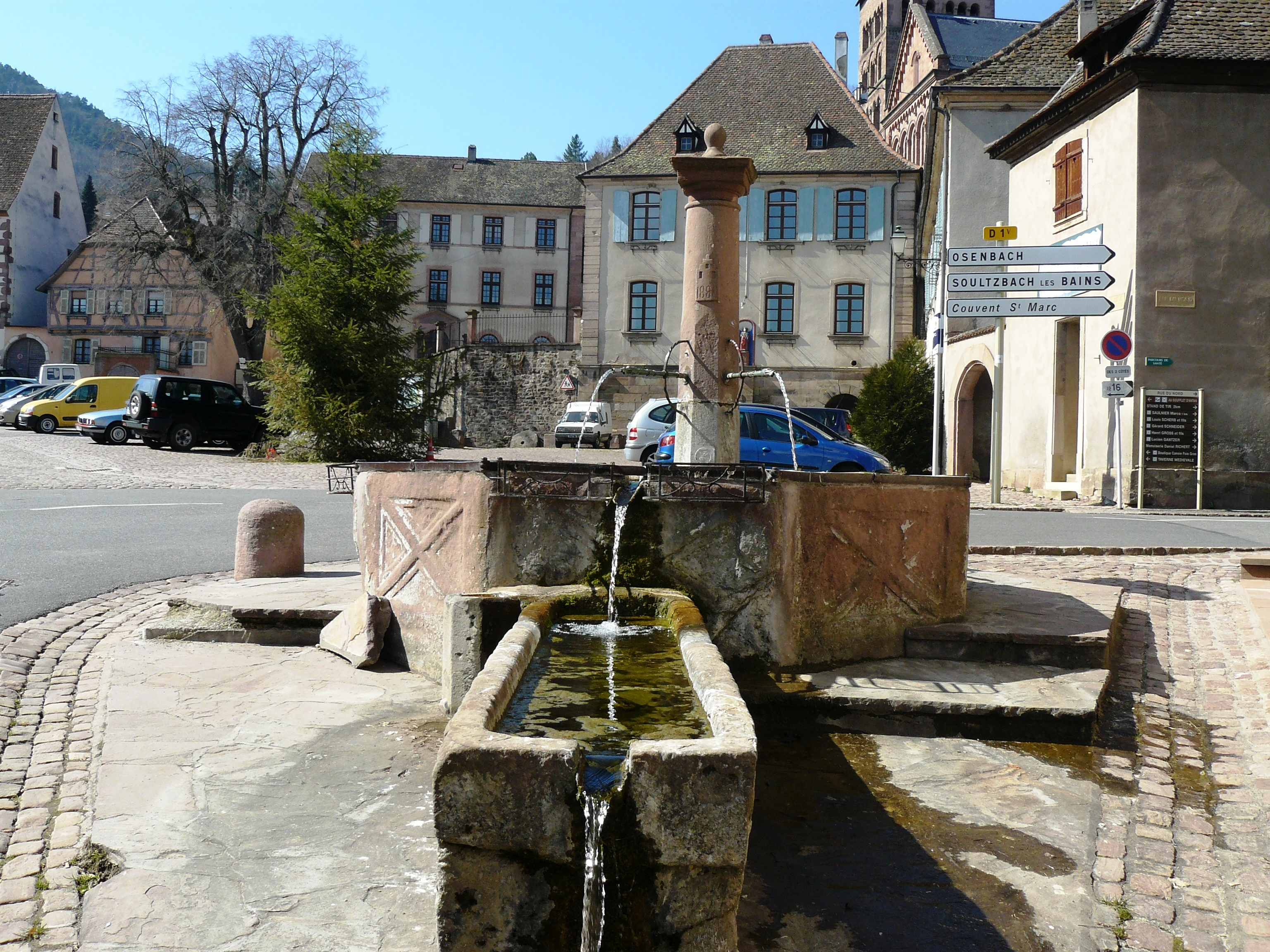
Fontaine Place de la Mairie.

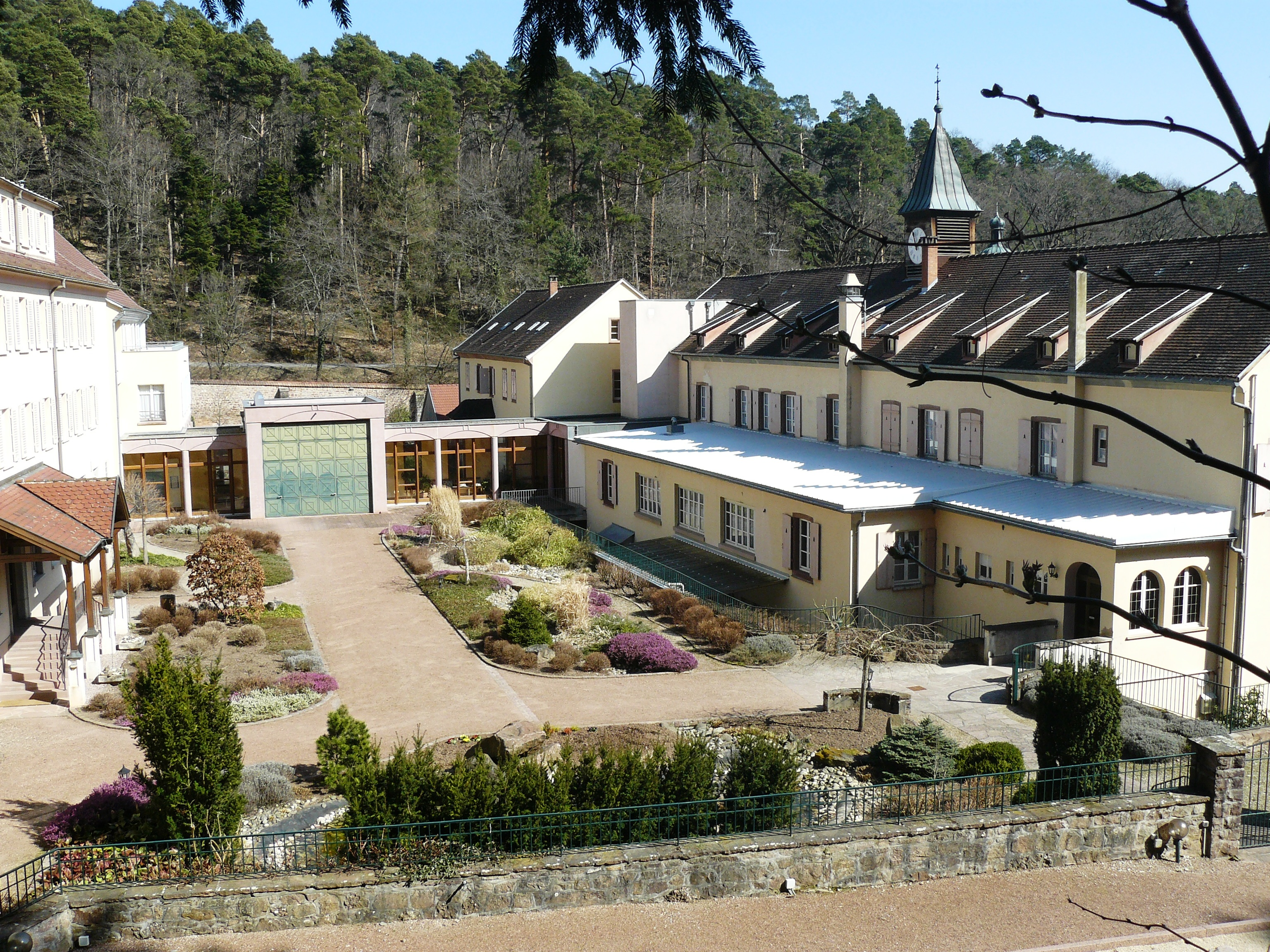
Les jardins du Couvent Saint-Marc de Gueberschwihr.

### Origine du nom
Le nom du bourg provient probablement du vieil allemand (Mittelhochdeutsch) Gibel = pignon.

### Fondation
Le site de l'actuelle vallée du couvent Saint-Marc est occupé à l'époque des Francs. L'abbaye de Sigismundzell aurait été fondée vers 676 par Dagobert II d'Austrasie et le premier abbé en aurait été saint Himère[Information douteuse], célèbre pour un pèlerinage en Terre Sainte au cours duquel il aurait vaincu un griffon qui terrifiait les habitants d'une île. Une griffe arrière aurait été conservée dans un reliquaire en argent au couvent, jusqu'à son vol, en 1375, par les hordes anglaises d'Enguerrand de Coucy. Une relique du crâne de saint Sigismund ou Sigismont, saint guerrier franc protecteur de la dynastie mérovingienne, relique apparemment préservée au fil des siècles, a été transférée en 1813 à l'église Saint-Sigismond de Matzenheim.
En 1050, changement de patronyme : le pape Léon IX y consacre une église sous le vocable de saint Marc. Gueberschwihr relève, à l'époque médiévale, de l'obédience temporelle des évêques de Strasbourg et de l'obédience spirituelle des évêques de Bâle, dans le Hohmundat ou Haut Mundat, administré par le bailliage de Rouffach.
La localité est importante au Xe siècle, et occupe, dans le Haut Mundat, le quatrième rang après Rouffach, Soultz et Soultzmatt. Le noble chevalier Burckhard de Gueberschwihr († 1120) fonde vers 1090 l'abbaye de Marbach et sans doute l'église de Gueberschwihr dont subsiste le beau clocher roman. Au XIe siècle, elle compte un grand nombre de propriétés ou résidences nobles. En 1145, citons les Luperlin, Adelgosz, Hasso, Besso et autres Wetzel. Le bourg n'a pas accès au statut de ville au XIIIe siècle, alors que l'installation des Schrankenfels, ministériaux des puissants seigneurs de Hattstatt, fait perdurer sa renommée.
Au XIVe siècle, dans la grande paroisse Saint-Himère, il existe une vie communale active, avec droit de bourgeoisie. La commune est administrée par neuf jurés et un prévôt chargé de la justice et de la collecte des impôts. Nommé pour un an, le receveur communal fait office de bürgermeister.
La lignée Schrankenfels, du nom d'un ancien fief surplombant Soutzbach, s'éteint avec Jean, mort sans héritier à Gueberschwihr en 1427.

### Les anciens châteaux
Gueberschwihr renfermait plusieurs châteaux. L'un portait le nom du village, en 1334 il est entre les mains des Nortgassen. Un autre château, le Mittelburg, joua un rôle glorieux dans l'invasion des Armagnacs, et un troisième, le Hertenberg, aurait fourni les pierres du pont surmontant le lavoir des chevaux sur la grand'place. Les ruines étaient encore visibles en 1535.

### Les pillages et invasions
Le village est envahi en 1338 et en 1375 par les routiers ou grandes compagnies anglaises et de nouveau en 1439 et 1445 par les Armagnacs. Lors de cette dernière mise à sac, les femmes font preuve d'un grand courage pour préserver le château du Mittelburg et le bourg qui fut en partie brûlé. Le village n'oppose alors à ses assaillants que le front continu de ses maisons, et les rues sont barrées au moyen de vantaux de portes. En 1525, les habitants du village participent activement à la guerre des Paysans, durant laquelle Marbach et le prieuré de Saint-Marc sont pillés. Pendant la guerre de Trente Ans, les Suédois prennent leur quartier à Gueberschwihr et exigent de lourdes contributions de guerre. À la fin du conflit qui a ensanglanté le village, il ne reste plus que vingt-cinq familles sur place. En 1652, ce sont les troupes lorraines de Charles IV qui envahissent le village en pillant le vignoble.

### L'âge d'or  de la Renaissance
C'est du XVIe siècle - sous le ministère (1510-1573) du curé humaniste Materne Berler -, et jusqu'au premier quart du XVIIe siècle, que datent les maisons patriciennes « Renaissance » de Gueberschwihr à dominante de grès rose ou jaune (dit de Rouffach). Le centre ancien du village en compte une douzaine, avec de grandes caves et des tours abritant des escaliers à colimaçon (ou à viorbe), attestant de la renommée du vignoble, à laquelle s'ajoutait la richesse des forêts.

### Le passage des troupes étrangères
Lors de la guerre de Hollande (1672-1678) qui opposa la France et ses alliés à la Quadruple Alliance, la région est à nouveau un lieu de passage et de cantonnement pour les belligérants. Les habitants doivent supporter des contributions extraordinaires de guerre pour l'entretien et la nourriture des troupes de passage. Au début de 1675, les Brandebourgeois vont même pousser leur audace en pillant et en se servant à profusion du vin stocké dans les caves. Tout ce qui ne peut pas être emporté est vidé dans les caves et les caniveaux causant une grande misère dans la population. Le même scénario se répète entre 1688 et 1697 avec le passage des troupes de Louis XIV et l'empereur du Saint-Empire romain germanique où les différentes armées prélèvent au passage des contributions de guerre ou rançonnent la population contribuant un peu plus à l'appauvrissement de celle-ci.

### La reconstruction
Après une période de lente reprise, les vignerons du village reprennent la culture de la vigne qui retrouve ainsi une prospérité certaine. Le 1er patron de la paroisse, Himère, saint abbé fondateur du Sigismundzell, est peu à peu oublié, et l'église du village, appelée durant une période transitoire "de saint Himère et saint Pantaléon", devient "l'église Saint-Pantaléon".
Gueberschwihr est, à la Révolution, placé dans le canton d'Eguisheim.

### Les invasions de 1814 et 1815
Les habitants de Gueberschwihr sont contraints de payer des charges de guerre pour l'entretien, la nourriture des troupes des puissances coalisées contre Napoléon occupant l'Alsace jusqu'au Traité de paix du 30 mai 1814, puis après Waterloo (18 juin 1815). L'occupation allait durer jusqu'en 1818. Deux jeunes filles du village épousèrent toutefois deux soldats autrichiens.
Aux XIXe et XXe siècles, Gueberschwihr réaffirme sa tradition agricole. Mais de mauvaises récoltes viennent entacher cette prospérité dans les années 1847-1856. Le village connaît alors une certaine agitation, puis subit l'épidémie de choléra en 1854-1856. S'y ajouteront les ravages du phylloxéra dans les vignes…

### Les périodes de conflits contemporains
En 1870, Gueberschwihr est le lieu d’un combat entre francs-tireurs et Prussiens, comme en témoigne un vitrail ex-voto au Schauenberg.
Le village échappe aux grandes destructions de la Première Guerre mondiale, mais déplore des pertes aux combats. Il en est de même pendant la Seconde Guerre mondiale, comme en témoigne le monument aux morts. La libération du village intervient le 5 février 1945.

### Épidémie de choléra
Entre 1852 et 1856 la région de Gueberschwihr, mais aussi des villages environnants doivent faire face à une épidémie de choléra qui fera de nombreuses victimes dans le village. Il semble que l'épidémie se soit propagée par l'eau polluée des rivières.

### Le couvent Saint-Marc
À deux kilomètres de Gueberschwihr se trouve l'établissement conventuel Saint-Marc. Une tradition fait remonter cette maison au temps de Dagobert II sous l'invocation de saint Sigismond. En 1050, après un incendie, l'église reconstruite est consacrée par le pape alsacien Léon IX et placée sous le patronage de saint Marc.
Entre 1088 et 1120, Théoger, abbé de Saint-Georges en Forêt-Noire, relève le monastère spirituellement et économiquement. Vers 1101, un incendie réduisit le couvent en cendres. Il fut rebâti en 1105 sous la protection de Narion de Laubgasse, son moine prévôt, et de Semann curé de Gueberschwihr. L'abbé de Saint-Georges l'unit alors, comme une dépendance à son abbaye. Il semble qu'un modeste prieuré de moniales soit précocement installé dans les locaux restaurés sous la direction spirituelle de l'abbaye saint Georges. Seuls subsistent de l'ancien temps un prévôt et un économe pour assurer la direction et les besoins domestiques.
En 1262, l'évêque de Strasbourg, Henri de Stahleck fit bâtir le clocher. Aujourd'hui on n'aperçoit plus rien des anciennes constructions.
Les derniers biens temporels du monastère attirent de nombreux pillages et dévastations. Thibaut de Ferrette y lance ses hommes en 1298. Entre 1360 et 1375, ce sont les grandes compagnies anglaises qui vivent sur le couvent Saint-Marc. Ils font main basse sur toutes sortes d'objets précieux dont le reliquaire en argent contenant la fameuse « griffe du dragon », que saint Imer aurait rapportée d'un pèlerinage en Terre sainte. Au XIVe siècle, les routiers Armagnacs pillent également la contrée.
Le couvent rattaché à l'abbaye de Saint-Georges et transformé en simple prieuré n'est plus occupé par les religieuses bénédictines pendant les longues périodes de troubles. Revenues, elles sont chassées pendant la violente et brève guerre des Paysans qui voit une dévastation du prieuré et son abandon.
De 1749 à 1762, le prieuré, simple amas de ruines, et quelques dépendances agro-pastorales, acquis par l'abbaye d'Ebersmunster, sont progressivement rebâtis. Soustrait à la protection de l'abbé ébermunstérien, qui a encore entretenu et rénové l'église ainsi que les bâtiments conventuels depuis 1762, le couvent de Saint-Marc devient bien national à la Révolution. Le 17 octobre 1791, il est vendu aux enchères et l'église partiellement détruite. Par la suite, les biens restants du couvent sont morcelés sous l'effet de reventes successives.
Le domaine est progressivement reconstitué de 1831 à 1842 par Jean Marie Desgranges, conseiller à la cour royale de Colmar. À la mort de ce dernier en 1843, les biens passent à son épouse qui offre à deux reprises en février et mars de la même année les biens de Saint-Marc à l'évêché de Strasbourg à condition que la propriété devienne un centre ecclésiastique et qu'il y soit bâtie une chapelle. Le conseil épiscopal refuse d'acquérir la propriété prétextant que cela constituait une charge trop lourde pour ses finances. Comme les Desgranges n'ont pas d'enfants, ce sont les Pierrebourg qui en héritent, lesquels demandent au conseil de fabrique de l'église de Gueberschwihr de célébrer chaque année une messe de requiem pour le repos de l'âme des Desgranges.
Le 3 mars 1845, le domaine est mis en vente par adjudication. Celui-ci est acquis par l'abbé Pierre-Paul Blanck pour 35 000 Francs comptant, 28 000 Francs les bâtiments et 7 000 francs les biens alentour. Une nouvelle congrégation des sœurs de saint-Joseph s'installe dans les bâtiments en 1868 prônant les vertus de la charité. Un noviciat fut élevé en 1882 et une nouvelle église plus spacieuse construite en 1889. En 1972 une nouvelle église fut édifiée pour remplacer celle du XIXe siècle qui n'était plus conforme. En 1995 d'autres bâtiments furent édifiés à côté du couvent pour abriter les religieuses du couvent.
L'orgue a été réalisé en 1996 par la manufacture d'orgues Muhleisen,.

### Héraldique
| Blason de Gueberschwihr | Les armes de Gueberschwihr se blasonnent ainsi : d'azur à la façade de maison pignonnée de trois montants d'argent, ajourée de trois fenêtres, une et deux, ouverte d'une porte cintrée, le tout de sable bordé de gueules,. |

## Politique et administration

### Tendances politiques et résultats

#### Élections municipales
La commune ayant moins de 3 500 habitants l'élection des conseillers municipaux est au scrutin majoritaire plurinominal à deux tours, avec panachage : 
- au premier tour, des candidats sont élus s'ils ont obtenu la majorité absolue et le vote d'au moins le quart des électeurs inscrits[28] ;
- au second tour, la majorité relative suffit. Les listes ne sont pas obligatoires. Les suffrages sont comptabilisés individuellement, et le panachage est autorisé.

De par sa taille, la commune dispose d'un conseil municipal de 15 membres (article L2121-2 du Code général des collectivités territoriales).
Lors du scrutin de 2008, il y eut deux tours (treize élus au premier tour et deux au second), Roland Husser a été élu conseiller municipal au premier tour avec le treizième total de 275 voix (48,42 % des exprimés), il a ensuite été élu maire par le conseil municipal. Le taux de participation a été de 74,86 %.

#### Élections locales

##### Cantonales
Le canton de Rouffach est renouvelable en 2008. Au premier tour Jean-Paul Dirringer (UMP) arrive très largement en tête avec 52,29 % des voix (mais 41,29 % au niveau du canton) devant Jean-Pierre Toucas (UMP) avec 21,56 % (29,16 % dans le canton) et Hubert Ott (Modem) 17,94 % (19,75 % dans le canton). Au second tour Jean-Paul Dirringer obtient 46,67 % des voix (44,69 % dans le canton) contre 29,16 % à Jean-Pierre Toucas et 20,81 % à Hubert Ott.

##### Législatives
Aux Élections législatives de 2007 pour la Deuxième circonscription de Vaucluse, le premier tour a vu Jean-Louis Christ (UMP) être élu au premier tour avec 59,95 % (résultat circonscription : 54,06 %) devant Thierry Spietel  (Modem) avec 8,31 % (11,11 % dans la circonscription), viennent ensuite Danielle Rubrecht (PS) avec 7,05 % et Olivier Verrier (DVD) avec 5,79 % aucun des neuf autres candidats ne dépassant le seuil des 5 %. Abstention légèrement moins forte à Gueberschwihr avec 41,02 % que dans la circonscription (42,49 %).

#### Élections nationales
À l’Élection présidentielle de 2007, le premier tour a vu se démarquer nettement en tête Nicolas Sarkozy (UMP) avec 41,03 %, suivi par François Bayrou (UDF) avec 20,69 %, Jean-Marie Le Pen (FN) avec 11,55 %, Ségolène Royal (PS) avec 10,86 % et Philippe de Villiers (MPF avec 4,14 %, aucun autre candidat ne dépassant le seuil des 2,5 %. Le second tour a vu arriver en tête Nicolas Sarkozy avec 75,95 % (résultat national : 53,06 %) contre 24,05 % pour Ségolène Royal (résultat national : 46,94).

##### Référendum
Au référendum sur la constitution européenne (scrutin du 29 mai 2005), sur 664 inscrits, 501 ont voté, ce qui représente une participation de 75,45 % du total, soit une abstention de 24,45 %. Il y a eu une forte victoire du oui avec 309 voix (62,98 %), 182 voix (37,07 %) s'étant prononcées contre et 10 (2,00 %) étant des votes blancs ou nuls.

### Conseil municipal
À la suite du scrutin de 2008 où Roland Husser a été élu maire, le conseil municipal est composé du maire, de quatre adjoints et dix conseillers.

### Liste des maires

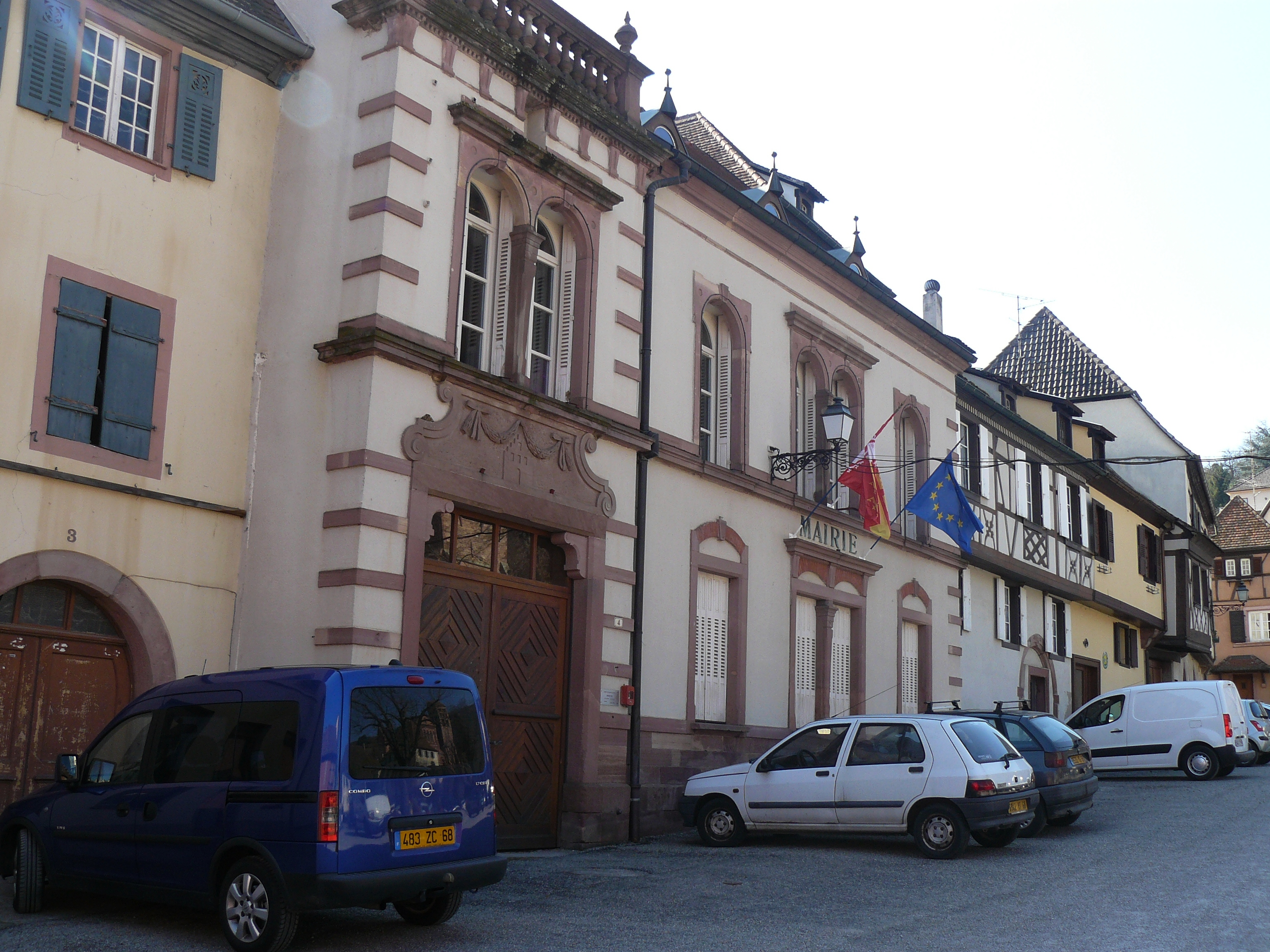
Mairie de Gueberschwihr.

De 1789 à 1799, les agents municipaux (maires) sont élus au suffrage direct pour 2 ans et rééligibles, par les citoyens actifs de la commune, contribuables payant une contribution au moins égale à 3 journées de travail dans la commune. Sont éligibles ceux qui paient un impôt au moins équivalent à dix journées de travail.
De 1799 à 1848, la constitution du 22 frimaire an VIII (13 décembre 1799) revient sur l’élection du maire, les maires sont nommés par le préfet pour les communes de moins de 5 000 habitants. La Restauration instaure la nomination des maires et des conseillers municipaux. Après 1831, les maires sont nommés (par le roi pour les communes de plus de 3 000 habitants, par le préfet pour les plus petites), mais les conseillers municipaux sont élus pour six ans.
Du 3 juillet 1848 à 1851, les maires sont élus par le conseil municipal pour les communes de moins de 6 000 habitants.
De 1851 à 1871, les maires sont nommés par le préfet, pour les communes de moins de 3 000 habitants et pour 5 ans à partir de 1855.
En 1871, la commune comme une grande partie du Haut-Rhin est annexée par l'Allemagne (traité de Francfort). Le département du Haut-Rhin est alors appelé « Bezirk Oberelsass ».
En 1919, elle redevient française (traité de Versailles) et les maires sont élus par le conseil municipal à la suite de son élection au suffrage universel.
| Période                                  | Période                   | Identité                                     | Étiquette | Qualité        |
| ---------------------------------------- | ------------------------- | -------------------------------------------- | --------- | -------------- |
| mars 1800                                | 1808                      | François-Joseph Heinrich                     |           |                |
| mars 1808                                | 1811                      | Jean Claude Lichtlé                          |           |                |
| mars 1811                                | 1816                      | Philippe Weck                                |           |                |
| mars 1816                                | 1819                      | Joseph Heinrich                              |           |                |
| mars 1819                                | 1846                      | Jean Claude Lichtlé                          |           |                |
| mars 1846                                | 1848                      | Joseph Heinrich                              |           |                |
| mars 1848                                | 1851                      | Jean Claude Lichtlé                          |           |                |
| mars 1851                                | 1862                      | Jean Baptiste Hertzog                        |           |                |
| mars 1862                                | 1870                      | Auguste Hertzog                              |           |                |
| mars 1870                                | 1872                      | Adolphe Heinrich                             |           |                |
| mars 1872                                | 1875                      | Barthélémy Heymann                           |           |                |
| mars 1875                                | 1901                      | Auguste Lichtlé                              |           |                |
| mars 1901                                | 1917                      | François-Xavier Feltz                        |           |                |
| mars 1917                                | 1919                      | Stanislas Humbrecht                          |           |                |
| mars 1919                                | 1939                      | Auguste Lichtlé                              |           |                |
| mars 1939                                | 1943                      | Louis Lichtlé                                |           |                |
| mars 1943                                | 1945                      | André Otter                                  |           |                |
| mars 1945                                | 1947                      | Louis Lichtlé                                |           |                |
| mars 1947                                | 1959                      | Edouard Schueller                            |           |                |
| mars 1959                                | 1965                      | Joseph Jaegy                                 |           |                |
| mars 1965                                | 1995                      | Gérard Hertzog                               |           | Viticulteur    |
| mars 1995                                | 2001                      | Edouard Castelli                             |           | Commerçant     |
| mars 2001                                | 2008                      | Annie Humbrecht                              |           |                |
| mars 2008                                | En cours (au 31 mai 2020) | Roland Husser Réélu pour le mandat 2020-2026 |           | Chef comptable |
| Les données manquantes sont à compléter. |                           |                                              |           |                |

### Instances administratives et judiciaires
Gueberschwihr est une des huit communes du canton de Rouffach qui totalisent 12 300 habitants en 2008.
Gueberschwihr fait partie du canton de Rouffach depuis 1801 après avoir fait partie du canton d'Eguisheim de 1793 à 1801.
Le canton fait partie de l'arrondissement de Thann-Guebwiller depuis 2015 après avoir fait partie de celui de Colmar de 1801 à 1871, du Kreis Guebwiller de 1871 à 1919 pendant son annexion à l'Allemagne et de la Deuxième circonscription du Haut-Rhin, de l'arrondissement de Guebwiller de 1919 à 2015.

### Finances locales
Cette sous-section présente la situation des finances communales de Gueberschwihr.
Pour l'exercice 2013, le compte administratif du budget municipal de Gueberschwihr s'établit à  1 032 000 € en dépenses et 1 036 000 € en recettes :
En 2013, la section de fonctionnement se répartit en 576 000 €  de charges (665 € par habitant) pour 737 000 € de produits (851 € par habitant), soit un solde de 161 000 € (186 € par habitant), :
- le principal pôle de dépenses de fonctionnement est celui des charges de personnels[Note 6] pour un montant de 214 000 € (37 %), soit 247 € par habitant, ratio voisin de la valeur moyenne de la strate. En partant de 2009 et jusqu'à 2013, ce ratio fluctue et présente un minimum de 222 € par habitant en 2009 et un maximum de 249 € par habitant en 2012 ;
- la plus grande part des recettes est constituée des impôts locaux[Note 7] pour une somme de 332 000 € (45 %), soit 384 € par habitant, ratio voisin de la valeur moyenne de la strate. Sur la période 2009 - 2013, ce ratio augmente de façon continue de 338 € à 384 € par habitant.

Les taux des taxes ci-dessous sont votés par la municipalité de Gueberschwihr. Ils ont varié de la façon suivante par rapport à 2012 :
- la taxe d'habitation quasiment constante 16,23 % ;
- la taxe foncière sur le bâti quasiment égale 10,44 % ;
- celle sur le non bâti quasiment égale 63,46 %.

| Taxe                                                | part communale | Part intercommunale | Part départementale | Part régionale |
| --------------------------------------------------- | -------------- | ------------------- | ------------------- | -------------- |
| Taxe d'habitation (TH)                              | 9,75 %         | 0,56 %              | 7,36 %              | 0,00 %         |
| Taxe foncière sur les propriétés bâties (TFPB)      | 10,16 %        | 0,64 %              | 8,02 %              | 1,93 %         |
| Taxe foncière sur les propriétés non bâties (TFPNB) | 58,86 %        | 3,09 %              | 37,98 %             | 9,22 %         |
| Taxe professionnelle (TP)                           | 16,57 %        | 0,59 %              | 9,01 %              | 2,50 %         |

La part régionale de la taxe d'habitation n'est pas applicable.
La taxe professionnelle est remplacée en 2010 par la cotisation foncière des entreprises (CFE) portant sur la valeur locative des biens immobiliers et par la contribution sur la valeur ajoutée des entreprises (CVAE) (les deux formant la contribution économique territoriale (CET) qui est un impôt local instauré par la loi de finances pour 2010).
La section investissement se répartit en emplois et ressources. Pour 2013, les emplois comprennent par ordre d'importance :
- des dépenses d'équipement[Note 9] pour une valeur totale de 427 000 € (94 %), soit 493 € par habitant, ratio supérieur de 33 % à la valeur moyenne pour les communes de la même strate (370 € par habitant). Depuis 5 ans, ce ratio fluctue et présente un minimum de 73 € par habitant en 2010 et un maximum de 493 € par habitant en 2013 ;
- des remboursements d'emprunts[Note 10] pour un montant de 23 000 € (5 %), soit 27 € par habitant, ratio inférieur de 61 % à la valeur moyenne pour les communes de la même strate (70 € par habitant).

Les ressources en investissement de Gueberschwihr se répartissent principalement en :
- subventions reçues pour  45 000 € (15 %), soit 52 € par habitant, ratio inférieur de 34 % à la valeur moyenne pour les communes de la même strate (79 € par habitant). Sur la période 2009 - 2013, ce ratio fluctue et présente un minimum de 0 € par habitant en 2011 et un maximum de 236 € par habitant en 2009 ;
- fonds de Compensation pour la TVA pour  7 000 € (2 %), soit 8 € par habitant, ratio inférieur de 79 % à la valeur moyenne pour les communes de la même strate (39 € par habitant).

L'endettement de Gueberschwihr au 31 décembre 2013 peut s'évaluer à partir de trois critères : l'encours de la dette, l'annuité de la dette et sa capacité de désendettement :
- l'encours de la dette pour un montant de 286 000 €, soit 331 € par habitant, ratio inférieur de 51 % à la valeur moyenne pour les communes de la même strate (682 € par habitant). Sur la période 2009 - 2013, ce ratio diminue de façon continue de 463 € à 331 € par habitant[A2 5] ;
- l'annuité de la dette pour  36 000 €, soit 41 € par habitant, ratio inférieur de 57 % à la valeur moyenne pour les communes de la même strate (95 € par habitant). Sur la période 2009 - 2013, ce ratio diminue de façon continue de 55 € à 41 € par habitant[A2 5] ;
- la capacité d'autofinancement (CAF) pour un montant de 186 000 €, soit 215 € par habitant, ratio supérieur de 15 % à la valeur moyenne pour les communes de la même strate (187 € par habitant). Depuis 5 ans, ce ratio fluctue et présente un minimum de 154 € par habitant en 2010 et un maximum de 245 € par habitant en 2012[A2 6]. La capacité de désendettement est d'environ un an en 2013. Sur une période de 14 années, ce ratio est constant et faible (inférieur à 4 ans)

### Jumelages
Goult (France) depuis 1986, commune de 1 176 habitants en 2008 située dans le département de Vaucluse en région Provence-Alpes-Côte d'Azur.

## Population et société

### Démographie

#### Évolution démographique
L'évolution du nombre d'habitants est connue à travers les recensements de la population effectués dans la commune depuis 1793. Pour les communes de moins de 10 000 habitants, une enquête de recensement portant sur toute la population est réalisée tous les cinq ans, les populations de référence des années intermédiaires étant quant à elles estimées par interpolation ou extrapolation. Pour la commune, le premier recensement exhaustif entrant dans le cadre du nouveau dispositif a été réalisé en 2007.

En 2022, la commune comptait 825 habitants, en évolution de −1,43 % par rapport à 2016 (Haut-Rhin : +0,66 %, France hors Mayotte : +2,11 %).
| 1793  | 1800  | 1806  | 1821  | 1831  | 1836  | 1841  | 1846  | 1851  |
| ----- | ----- | ----- | ----- | ----- | ----- | ----- | ----- | ----- |
| 1 675 | 1 731 | 1 622 | 1 663 | 1 635 | 1 638 | 1 518 | 1 524 | 1 514 |

| 1856  | 1861  | 1866  | 1871  | 1875  | 1880  | 1885  | 1890  | 1895  |
| ----- | ----- | ----- | ----- | ----- | ----- | ----- | ----- | ----- |
| 1 386 | 1 382 | 1 301 | 1 313 | 1 308 | 1 384 | 1 361 | 1 306 | 1 273 |

| 1900  | 1905  | 1910  | 1921 | 1926  | 1931  | 1936 | 1946 | 1954 |
| ----- | ----- | ----- | ---- | ----- | ----- | ---- | ---- | ---- |
| 1 256 | 1 223 | 1 231 | 973  | 1 004 | 1 028 | 997  | 976  | 963  |

| 1962 | 1968 | 1975 | 1982 | 1990 | 1999 | 2006 | 2007 | 2012 |
| ---- | ---- | ---- | ---- | ---- | ---- | ---- | ---- | ---- |
| 884  | 840  | 779  | 727  | 703  | 816  | 834  | 836  | 832  |

| 2017 | 2022 | - | - | - | - | - | - | - |
| ---- | ---- | - | - | - | - | - | - | - |
| 837  | 825  | - | - | - | - | - | - | - |

Évolution démographique 1962-1999
|                                | 1962-1968 | 1968-1975 | 1975-1982 | 1982-1990 | 1990-1999 | évolution 1962-1999 |
| Naissances                     | 72        | 78        | 50        | 52        | 77        | 329}                |
| Décès                          | 77        | 98        | 93        | 103       | 92        | -463                |
| Solde naturel                  | -5        | -15       | -53       | -40       | -15       | 141                 |
| Solde migratoire               | -39       | -41       | -9        | 27        | 128       | 66                  |
| Variation absolue population   | -44       | -56       | -62       | -13       | 113       | -75                 |
| Taux natalité annuel pour 1000 | 13,90     | 13,70     | 9,40      | 9,10      | 10,40     |                     |
| Taux décès annuel pour 1000    | 14,90     | 17,30     | 17,50     | 18,00     | 13,60     |                     |
| ------------------------------ | --------- | --------- | --------- | --------- | --------- | ------------------- |
| Sources des données : INSEE    |           |           |           |           |           |                     |

Ce tableau explique ainsi la baisse de population du d'une part à un taux de mortalité supérieur au taux de natalité et à un solde migratoire négatif.

#### Superficie et population
Le village de Gueberschwihr a une superficie de 8,91 km2 et une population de 836 habitants en 2007, ce qui la classe :
| Rang (en 2007)               | Superficie | Population | Densité |
| ---------------------------- | ---------- | ---------- | ------- |
| France                       | 10 786e    | 22 017e    | 8 477e  |
| Alsace                       | 391e       | 310e       | 523e    |
| Haut-Rhin                    | 179e       | 128e       | 208e    |
| Arrondissement de Guebwiller | 33e        | 23e        | 26e     |
| Canton de Rouffach           | 7e         | 5e         | 5e      |

#### Pyramide des âges
En 2018, le taux de personnes d'un âge inférieur à 30 ans s'élève à 29,3 %, soit en dessous de la moyenne départementale (33,9 %). À l'inverse, le taux de personnes d'âge supérieur à 60 ans est de 31,5 % la même année, alors qu'il est de 26,0 % au niveau départemental.
En 2018, la commune comptait 391 hommes pour 457 femmes, soit un taux de 53,89 % de femmes, largement supérieur au taux départemental (51,02 %).
Les pyramides des âges de la commune et du département s'établissent comme suit.
| Hommes | Classe d’âge | Femmes |
| ------ | ------------ | ------ |
| 0,3    | 90 ou +      | 2,0    |
| 10,1   | 75-89 ans    | 15,2   |
| 18,1   | 60-74 ans    | 17,0   |
| 21,2   | 45-59 ans    | 22,2   |
| 18,2   | 30-44 ans    | 16,9   |
| 12,7   | 15-29 ans    | 10,2   |
| 19,5   | 0-14 ans     | 16,5   |

| Hommes | Classe d’âge | Femmes |
| ------ | ------------ | ------ |
| 0,6    | 90 ou +      | 1,6    |
| 7,1    | 75-89 ans    | 9,5    |
| 17,4   | 60-74 ans    | 17,8   |
| 21,4   | 45-59 ans    | 20,9   |
| 18,7   | 30-44 ans    | 18,6   |
| 16,9   | 15-29 ans    | 15,2   |
| 17,9   | 0-14 ans     | 16,5   |

### Enseignement
La commune de Gueberschwihr dépend de l'académie de Strasbourg et les écoles primaires de la commune dépendent de l'inspection académique du Haut-Rhin. Pour le calendrier des vacances scolaires, Gueberschwihr est en zone B.
Les élèves sont scolarisés à l'école maternelle (19 élèves en 2011) situées dans le même bâtiment, place de la mairie.

### Santé
La commune dispose d'un cabinet médical de deux médecins et d'une pharmacie. L'hôpital le plus proche est le centre hospitalier Louis Pasteur situé à Colmar à 9 km par contre la commune dispose d'une maison de retraite Association maisons Marie Xavier.

### Cultes
Pour le culte catholique, Gueberschwihr dépend de la communauté de paroisses de Rouffach. Le culte se pratique en l'église Saint-Pantaléon et au couvent de Saint-Marc.
À proximité de la commune on trouve l' Église Évangélique Baptiste à Wintzenheim (12 km), l' Église Évangélique Mennonite à Ingersheim (15 km), l' Église Évangélique Chrischona à Colmar (12 km).
Les musulmans peuvent pratiquer leur culte à la mosquée El-Amal à Colmar (12 km) ou à la mosquée de Guebwiller (15 km).
Plusieurs synagogues se trouvent à proximité de Gueberschwihr, à Wintzenheim (12 km), à Colmar (12 km), à Guebwiller (15 km) et à Horbourg-Wihr (12 km).

## Économie

### Population active
La population âgée de 15 à 64 ans s'élevait en 2008 à 511 personnes (521 en 1999), parmi lesquelles on comptait 73,8 % d'actifs dont 71,1 % ayant un emploi et 2,7 % de chômeurs (contre 2,3 % en 1999).
La répartition par catégories socioprofessionnelles de la population active de Gueberschwihr n'est pas publiée vu la taille de la commune.

### Emploi
Gueberschwihr avait en 2005 un taux de chômage de 3 % (contre 3,3 % en 1999) très inférieur à la moyenne nationale (9,6 % en 2005 et 12,9 % en 1999). La répartition de la population est sensiblement différente de la moyenne nationale avec 48 % d'actifs (45 % au niveau national), 19,9 % (15,3 %) de retraités et 20,5 % (26 %) de jeunes scolarisés.
En 2008, on comptait 154 emplois dans la commune, contre 181 en 1999. Le nombre d'actifs ayant un emploi résidant dans la commune étant de 371, l'indicateur de concentration d'emploi est de 41,5 % (contre 46,9 % en 1999), ce qui signifie que la commune offre moins de la moitié d'emploi aux Gueberschwihrois actifs.
La répartition par secteurs d'activité des emplois à Gueberschwihr n'est pas publiée vu la taille de la commune.

### Agriculture
La principale ressource agricole de Gueberschwihr est, aujourd'hui comme depuis des siècles, la vigne. Sur son ban, se distingue le GOLDERT, l'un des cinquante-et-un lieux-dits grands crus du vignoble d'Alsace, correspondant à l'appellation Alsace grand cru, aux contraintes plus rigoureuses encore que pour l'appellation Alsace.
On recense cinq AOC et quatre IGP dans la commune. Il y a l'AOC alsace grand cru (dénomination Goldert), l'AOC vin d'Alsace (avec huit dénominations de cépage), l'AOC pour les crémants d'Alsace, l'AOC pour le marc d'Alsace gewurztraminer, l'AOC pour le munster et quatre IGP (crème fraîche fluide d'Alsace, miel d'Alsace, pâtes d'Alsace : les Spätzle et volailles d'Alsace).

#### Vignes

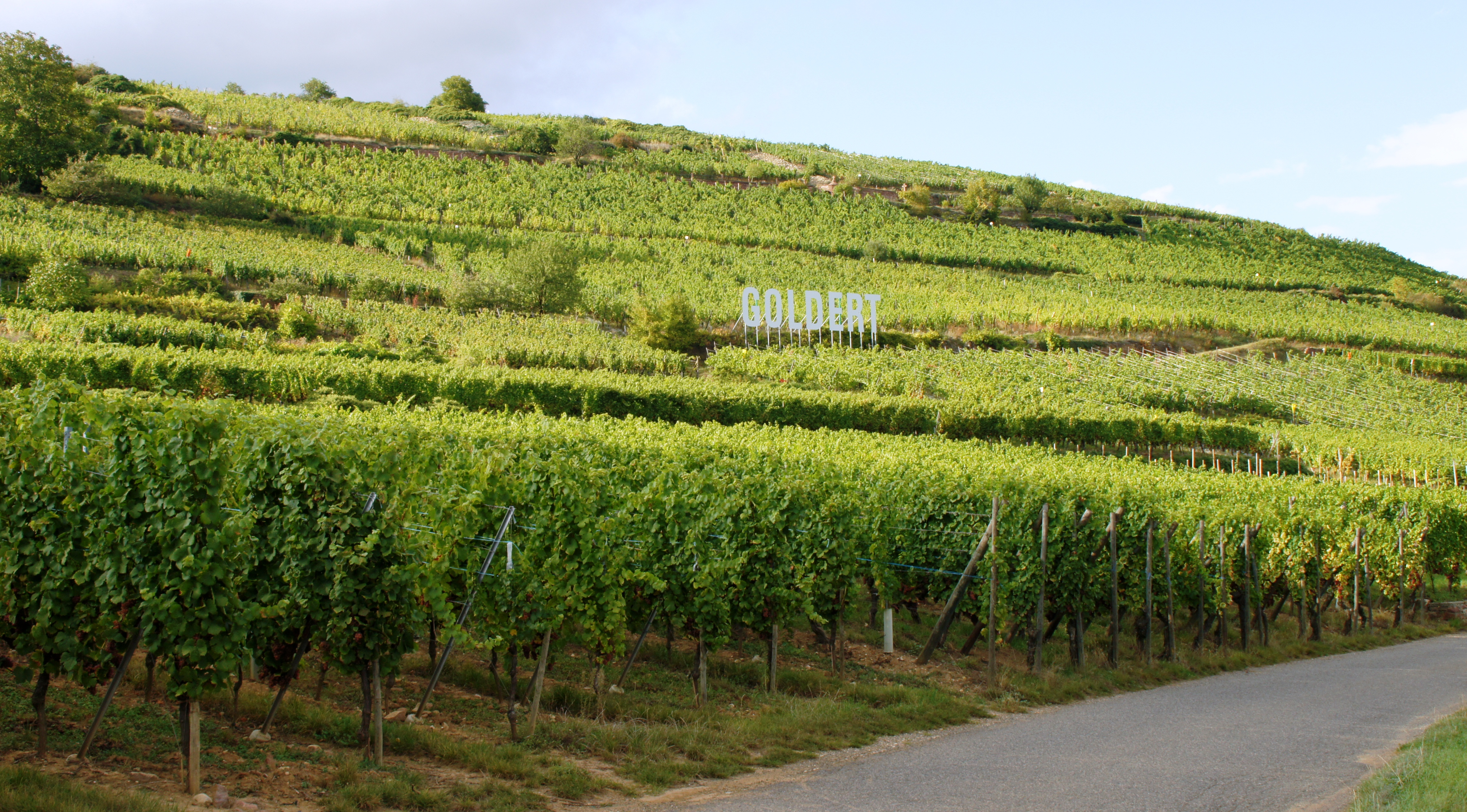
Vignoble du grand cru Goldert.

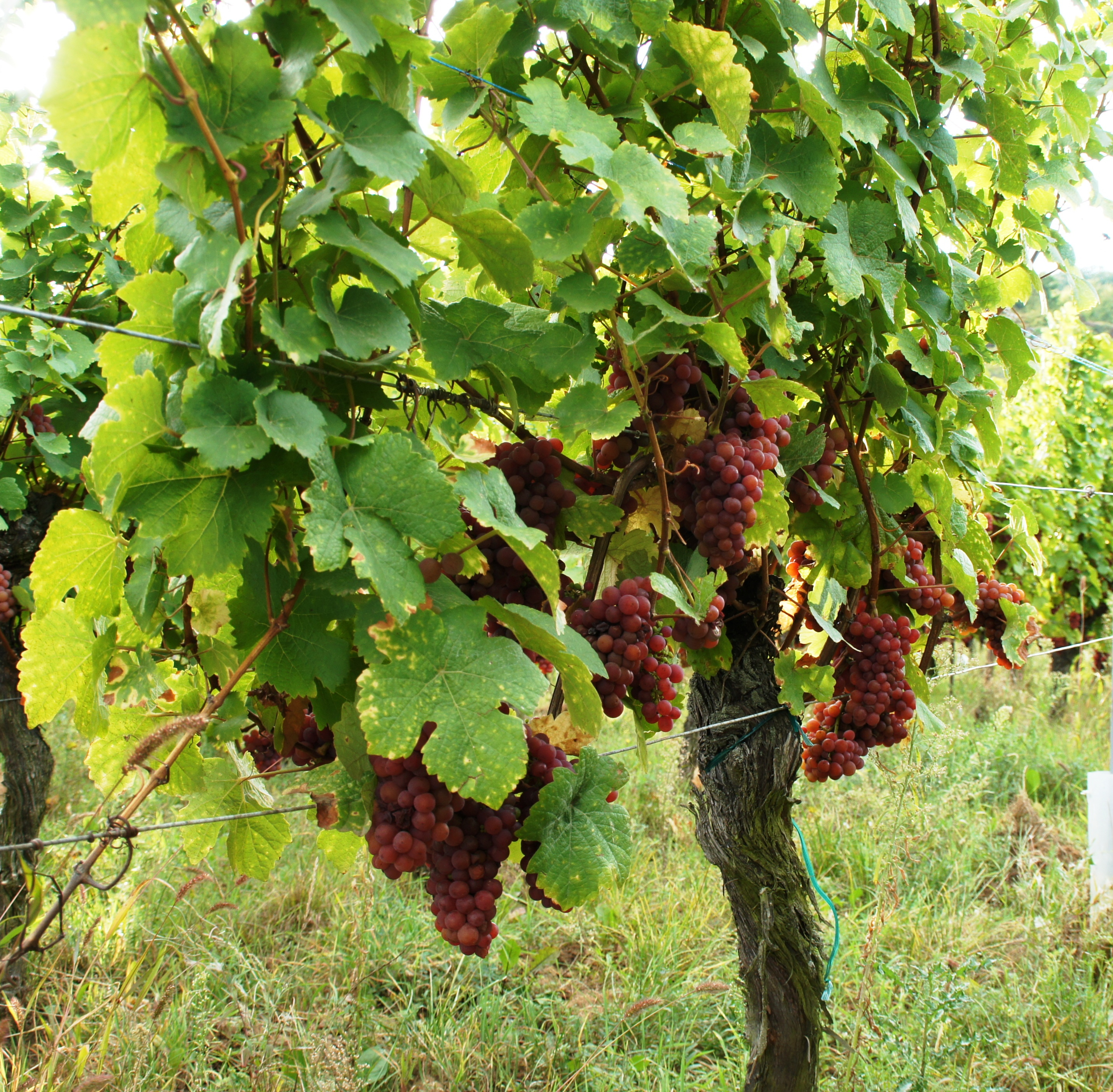
Gewurztraminer du grand cru Goldert.

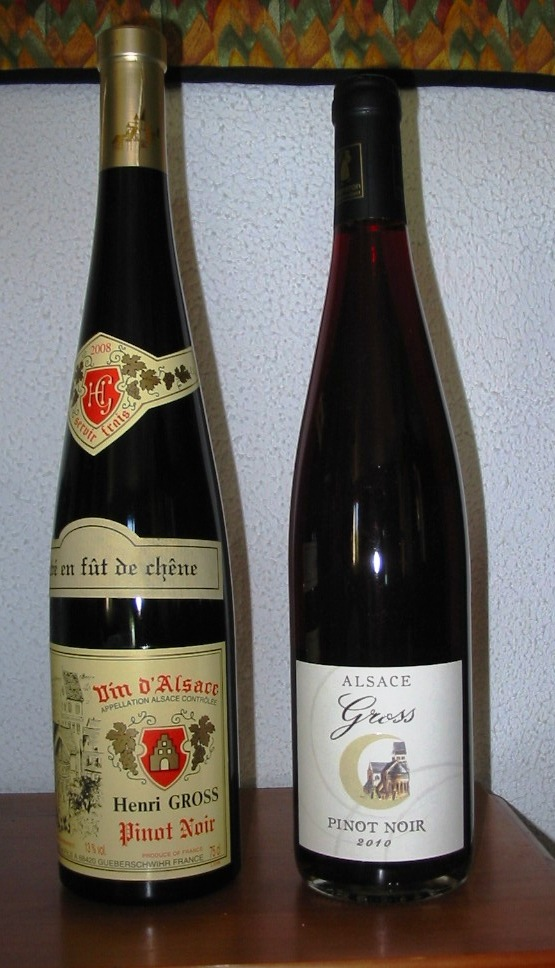
Pinot noir de la cave Gross.

##### Grand cru Goldert
Les parcelles de vigne composant le Goldert sont à flanc de coteau, entre 230 et 330 mètres d'altitude, sur des pentes exposées à l'est-sud-est, au-dessus et au nord-ouest de Gueberschwihr.
L'aire plantée est de 45,35 hectares.
Les vins correspondant à l'appellation d'origine contrôlée alsace grand cru suivie de la dénomination géographique (nom de lieu-dit) Goldert doivent être produits avec les cépages suivants : riesling B, pinot gris G, gewurztraminer Rs ou un des muscats (muscat ottonel B, muscat blanc à petits grains B ou muscat rose à petits grains Rs). Le gewurztraminer Rs (signifie « traminer aromatique » en allemand) est le cépage le plus cultivé sur le Goldert. C'est un cépage rose aux baies orange ou tirant vers le violet.
La limite de rendement de l'ensemble de l'appellation alsace grand cru est fixée à 55 hectolitres/hectare, avec un rendement butoir à 66 hectolitres/hectare, ce qui est très inférieur aux 80 hectolitres autorisés par l'appellation alsace. Le rendement réel de l'ensemble de l'appellation (les 51 crus alsaciens) est de 50 hectolitres/hectare en moyenne pour l'année 2009. Bien que ce soit très en dessous des rendements moyens du vignoble d'Alsace, il s'agit d'un rendement dans la moyenne française.
Il y a 22 viticulteurs et caves sur la commune.
On trouve plusieurs mentions sur l'étiquette de la bouteille, soit simplement le nom de l'appellation et de la dénomination géographique (alsace grand cru Goldert), soit avec en plus une mention de cépage (riesling, pinot gris, gewurztraminer ou muscat), à laquelle peut être ajoutée la mention sélection de grains nobles ou vendanges tardives, ainsi que le nom d'un lieu-dit au sein de la dénomination : alsace grand cru Goldert, alsace grand cru Goldert riesling, alsace grand cru Goldert gewurztraminer, alsace grand cru Goldert pinot gris, alsace grand cru Goldert muscat, alsace grand cru Goldert vendanges tardives riesling, alsace grand cru Goldert vendanges tardives gewurztraminer, alsace grand cru Goldert vendanges tardives pinot gris, alsace grand cru Goldert vendanges tardives muscat, alsace grand cru Goldert sélection de grains nobles riesling, alsace grand cru Goldert sélection de grains nobles gewurztraminer, alsace grand cru Goldert sélection de grains nobles pinot gris, alsace grand cru Goldert sélection de grains nobles muscat.

##### Vin d'Alsace AOC
La commune produit 19 vins ayant droit à l'AOC alsace : l'alsace blanc, le chasselas (ou Gutedel), le sylvaner
, le riesling, l'edelzwicker, le gewurztraminer, le pinot-gris (ou tokay-pinot-gris avant 2007 et tokay d'Alsace avant 1984), le pinot (ou Klevner), le pinot-noir rosé, le muscat, le gewurztraminer sélection de grains nobles, le muscat sélection de grains nobles, le pinot-gris sélection de grains nobles, le riesling sélection de grains nobles, le gewurztraminer vendanges tardives, le muscat vendanges tardives, le pinot-gris vendanges tardives et le riesling vendanges tardives.

##### Crémant d'Alsace AOC
On trouve huit variétés de crémant d'Alsace AOC (sept blancs et un rosé): crémant d'Alsace blanc, crémant d'Alsace blanc Auxerrois, crémant d'Alsace blanc Chardonnay, crémant d'Alsace blanc pinot blanc, crémant d'Alsace blanc pinot gris, crémant d'Alsace blanc pinot noir, crémant d'Alsace blanc riesling et crémant d'Alsace rosé.

##### Marc de gewurztraminer
Le marc de gewurztraminer ou encore marc de gewurz ou enfin marc d'Alsace gewurztraminer de par sa dénomination légale est une eau-de-vie fabriquée à partir du marc de gewurztraminer ayant servi au préalable à l'élaboration d'un vin d'Alsace (pas forcément un gewurztraminer d'Alsace).Les marcs proviennent de raisin récoltés et vinifiés sur les parcelles approuvées par l'INAO des communes correspondant à l'appellation d'origine contrôlée vin d'Alsace dont fait partie Gueberschwihr.

#### Munster

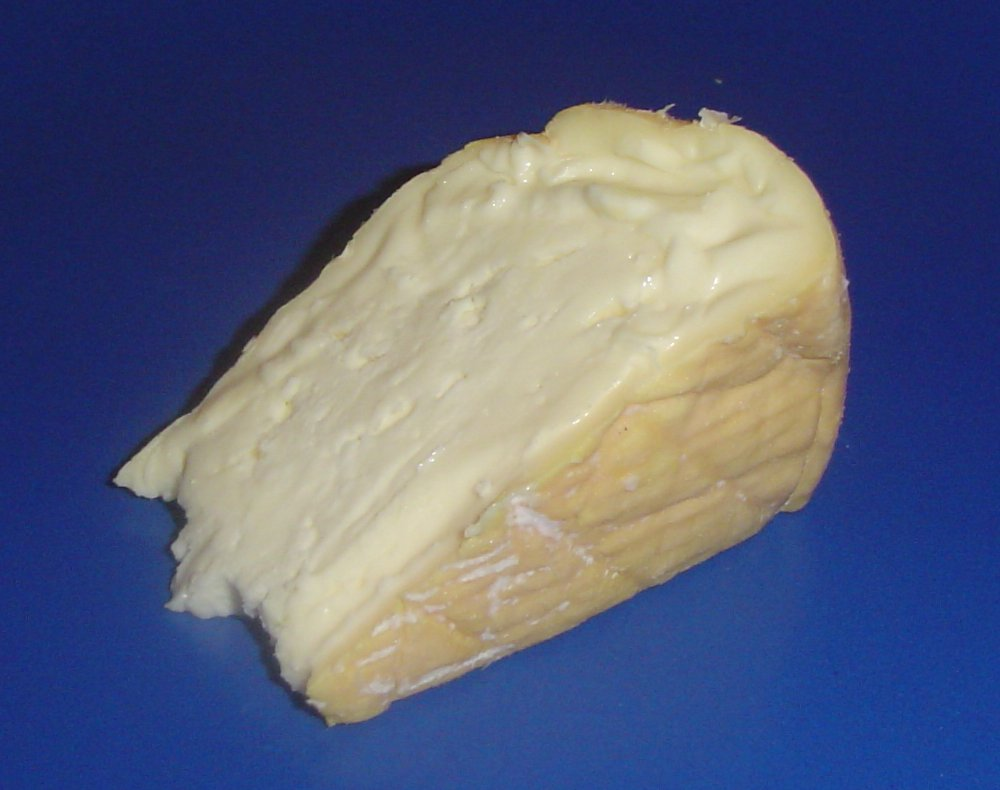
Part de munster

C'est un fromage à base de lait de vache, à pâte molle à croûte lavée, de forme cylindrique, de 13 à 19 cm de diamètre, haut de 2,4 à  8 cm, il peut faire de  450 g à  1,5 kg. L'appellation « Petit-Munster » ou « Petit Munster Géromé » est réservée à un Munster ou Munster-Géromé de format réduit de 7 à  12 cm de hauteur, d'un poids minimum de 120 g. La croûte est lavée avec des Brevibacterium linens, également appelés ferments du rouge.
Gueberschwihr produit aussi un munster AOC.

#### Foie Gras
Production de foie gras, en particulier Marcel Metzler qui transforme et élabore un éventail de foie gras. Testeur il crée des foies gras au fil des saisons. En 1986, il invente le Canoie, spécialité de foie gras d’oie et de foie gras de canard. Le Canoie est élaboré à partir de lobes entiers de foie gras de canard et de foie gras d'oie par couches superposées. La seule façon d'apprécier simultanément la douceur du foie gras d'oie et la vigueur du foie gras de canard.

## Culture locale et patrimoine

### Lieux et monuments

#### Église Saint-Pantaléon

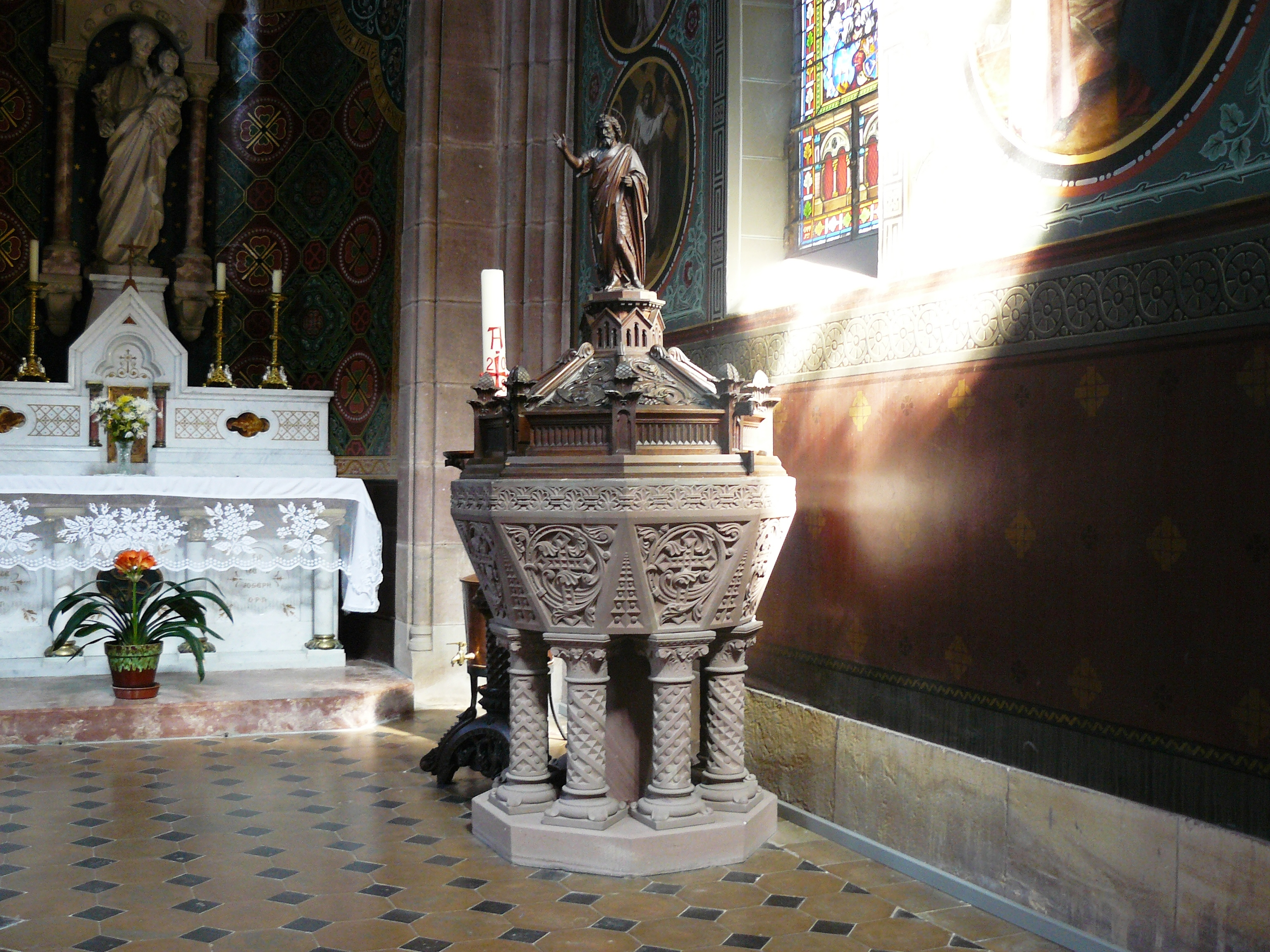
Font baptismal (XVIIIe siècle) se trouvant dans l'église

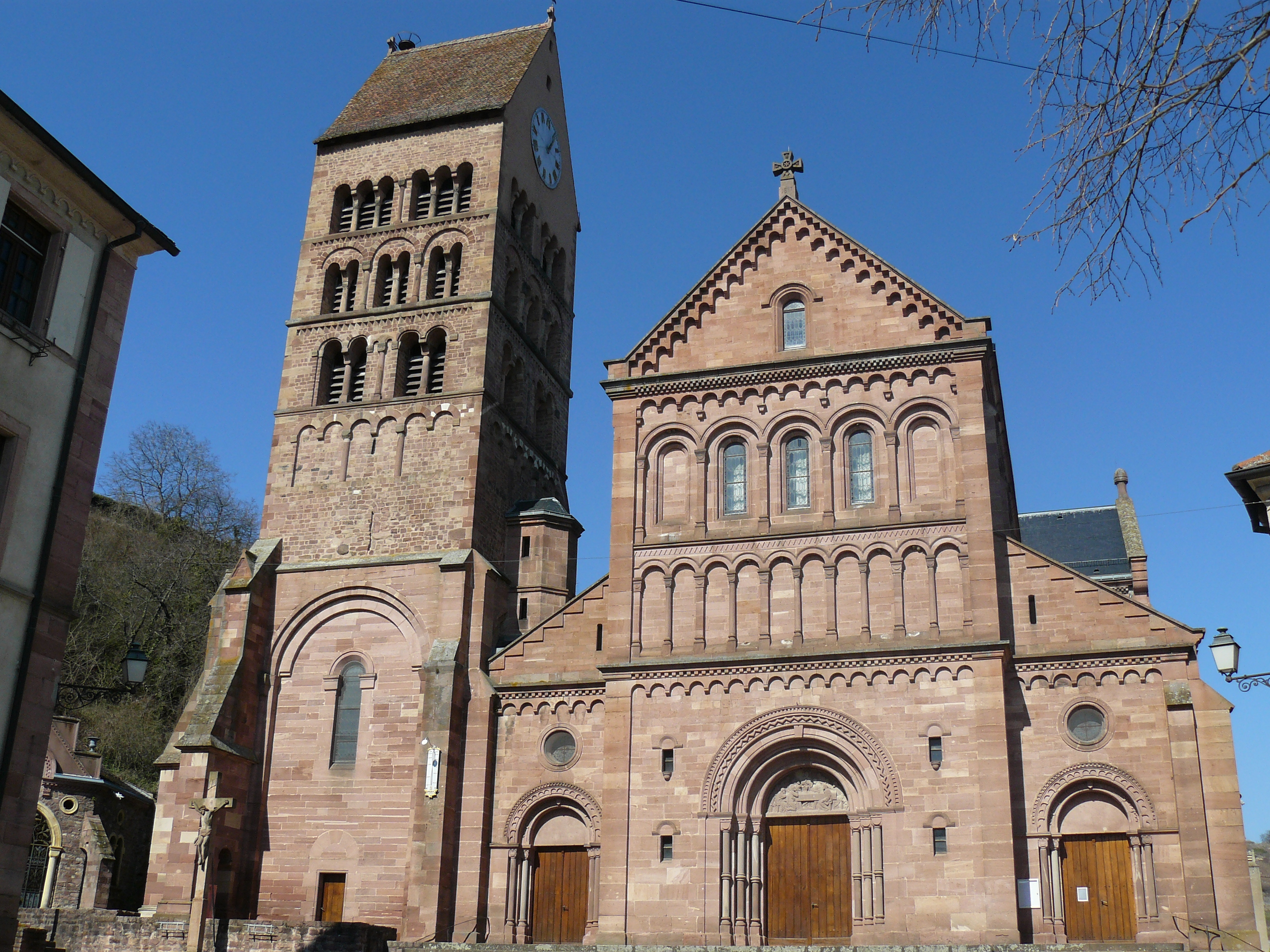
Église Saint-Pantaléon et son clocher roman

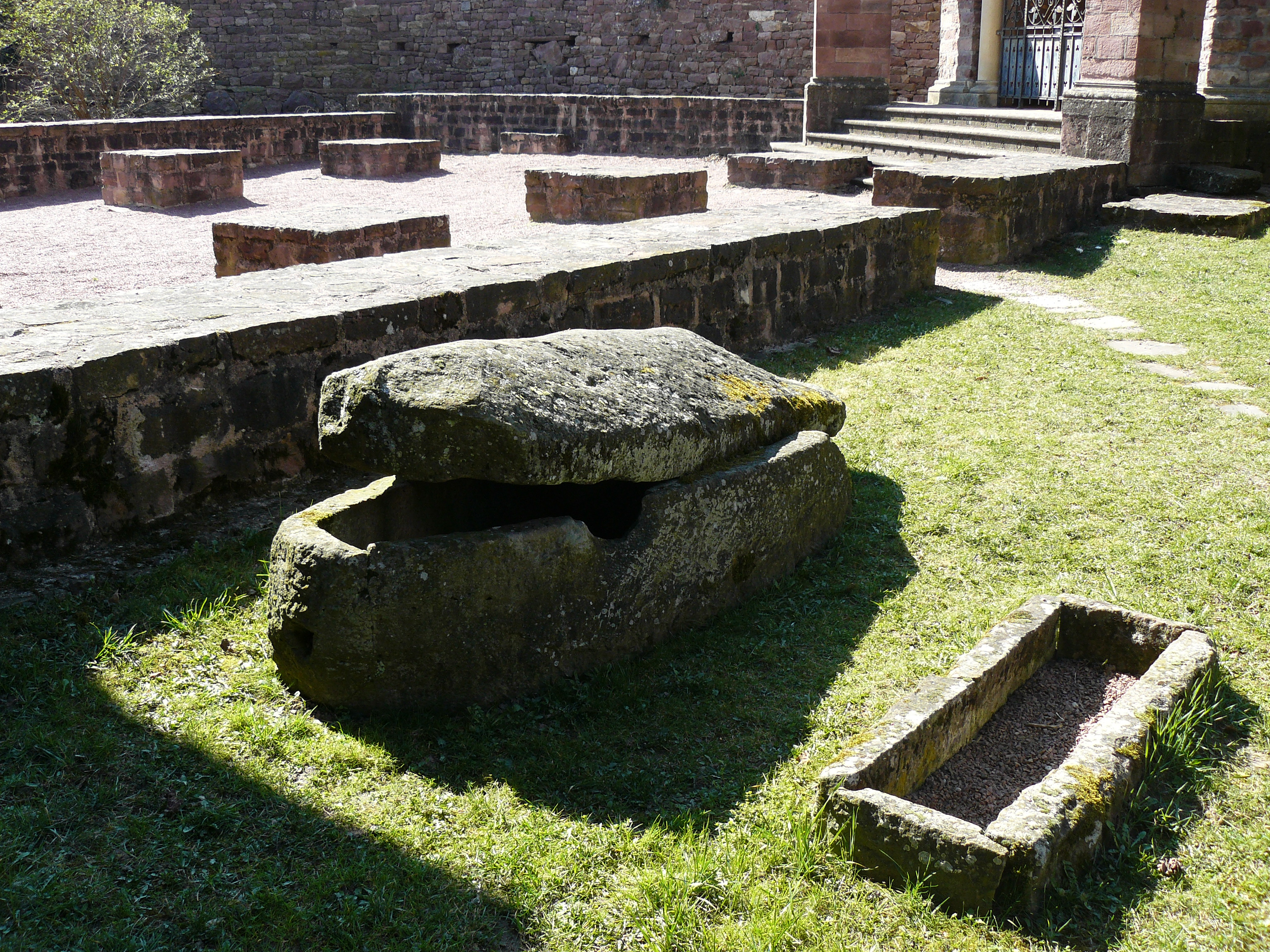
Sarcophages mérovingiens situés derrière l'église de Gueberschwihr

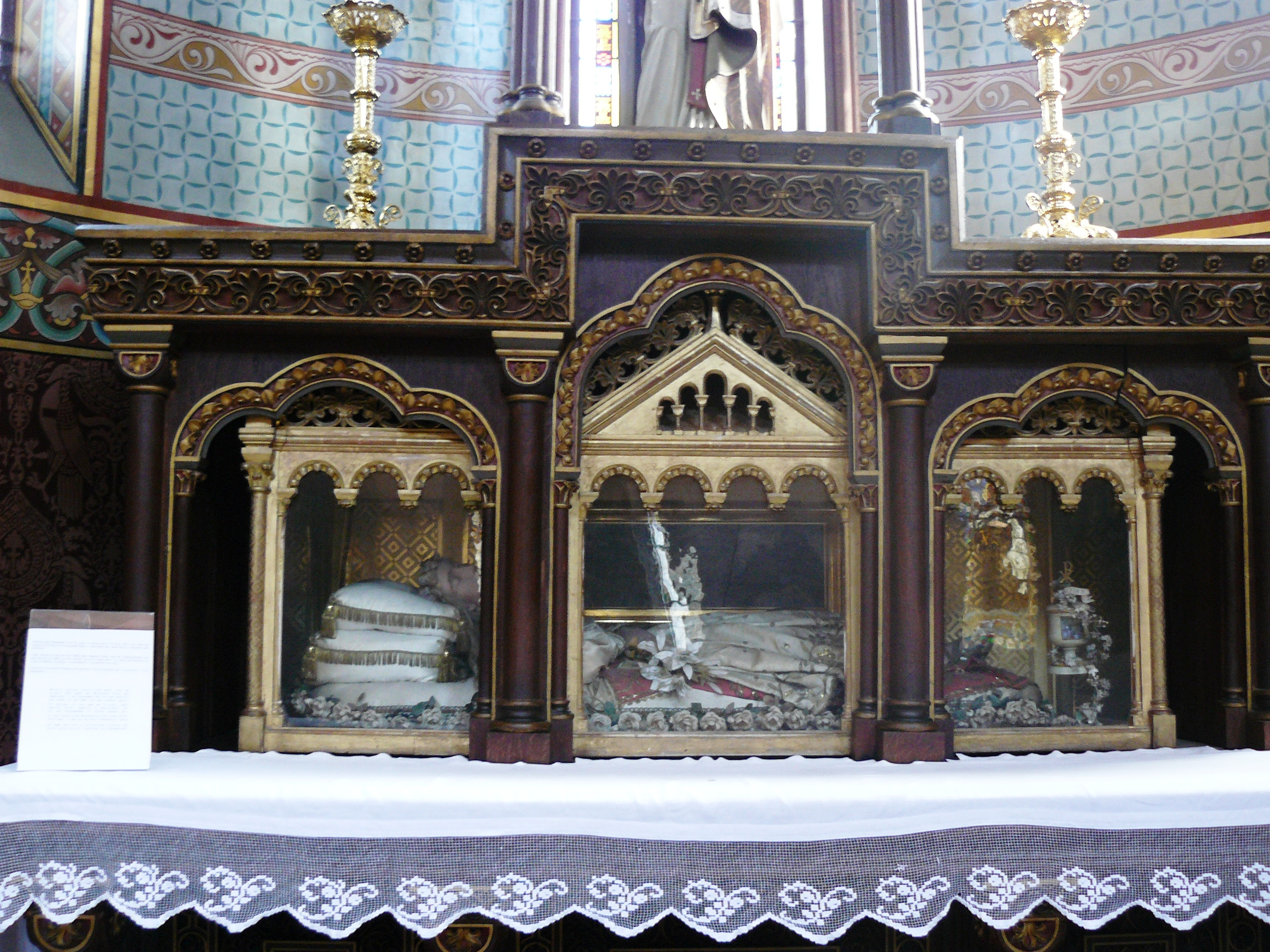
Reliquaire de Sainte Charitine dont le corps fut découvert le 26 avril 1845 dans les catacombe de Rome

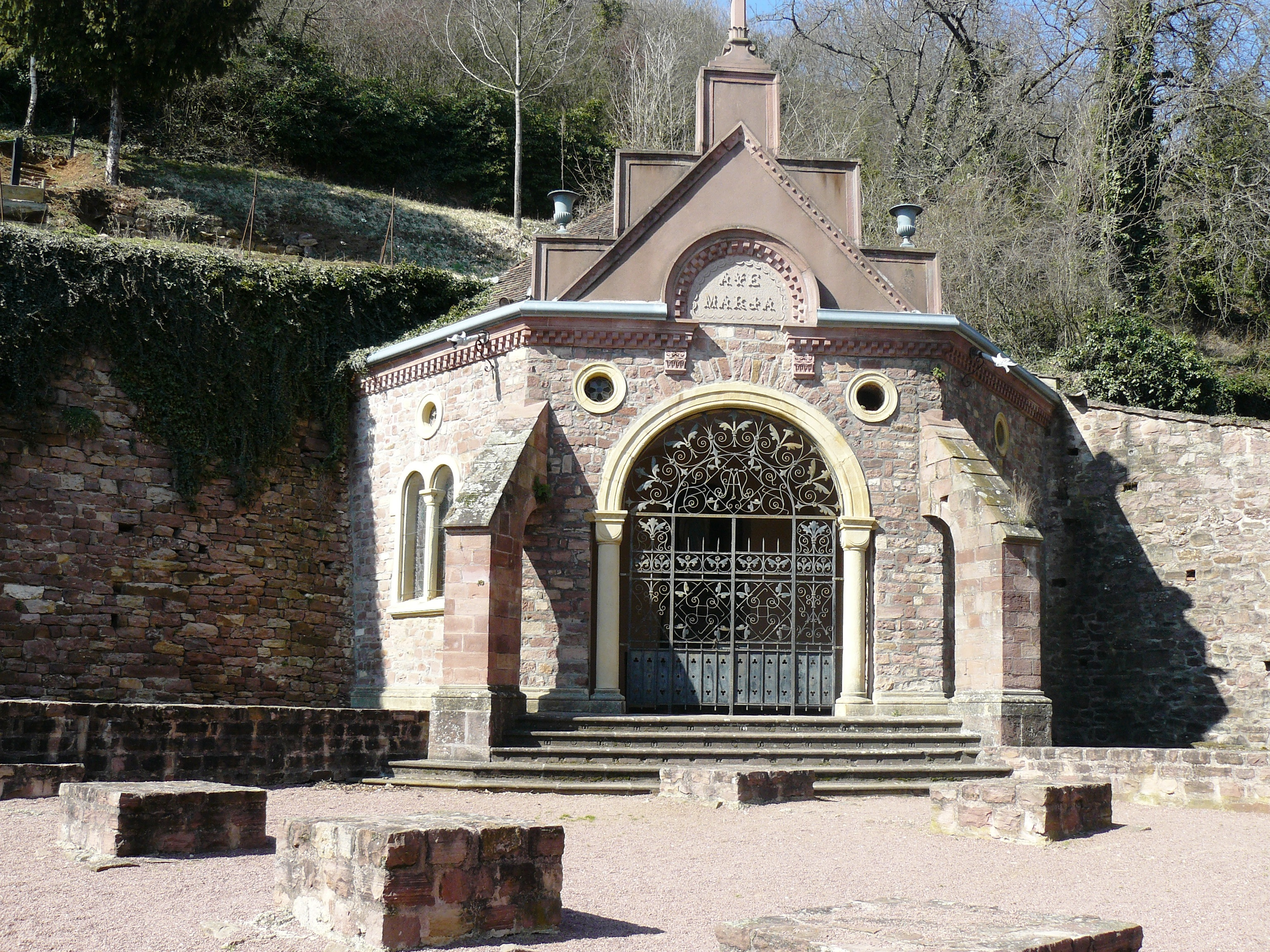
Grotte de Notre Dame de Lourdes

Le clocher classé au titre des Monuments Historiques en 1841, est l'unique vestige de l'église romane du deuxième quart du XIIe siècle. C'est le chevalier Burkhard de Gueberschwihr fondateur de l'abbaye de Marbach,, qui est sans doute à son origine. Ce clocher d'une hauteur de 36 mètres possède un toit en bâtière typiquement alsacien. Saint-Pantaléon est un martyr du IVe siècle originaire de Nicomédie qui fut médecin à la cour de l'empereur Dioclétien. Il est vénéré en Italie depuis le Moyen Âge conte la peste.
À l'origine l'église de Gueberschwihr était consacrée sous le vocable de Saint Himère ("Sant Imerius"). Au XIVe siècle, lors d'une grande peste, l'église prend pour patron secondaire Saint Pantaléon ; après la guerre de Trente Ans, ce dernier se substitue à Saint Himère. En 1835, la belle église médiévale est victime d'une tentative malheureuse d'agrandissement et, après quelques décennies seulement, une nouvelle construction s'impose, menée cette fois selon les règles. C'est l'architecte Jean-Baptiste Schacre père (1808-1876) qui en dressa les plans dans un style néo-roman, avec beaucoup de rigueur et un grand souci d'harmonie avec l'ancien clocher du  XIIe siècle préservé. Les travaux vont durer de 1874 à 1878.  La consolidation du clocher – jadis à la croisée des transepts comme le représente notamment une gravure célèbre d'Engelmann, est l'œuvre de l'architecte Charles Winkler.
En 1898 le chœur est décoré par Martin Feuerstein, né en 1856 à Barr, décédé en 1931 à Munich où il fut professeur des Beaux-Arts.</ref. Ses fresques peintes représentent la vie de Saint-Pantaléon de part et d'autre du chœur, et sur la voûte de l'abside le couronnement de la Vierge, tandis que seize médaillons sur toile consacrés aux mystères du Rosaire et à la mort de saint Joseph, décorent les murs près des autels latéraux. Le mobilier et les vitraux datent de la fin du XIXe siècle. De l'ancienne église romane construite au cours de la première moitié du XIIe siècle, il ne subsiste par conséquent plus que le cocher et l'ancien bras nord du transept. Une vue de cette ancienne église romane est reproduite sur le vitrail de Saint Léon IX dans le chœur à droite. Dans le mur de soutènement, derrière l'église, on remarque des arcades provenant de l'ancien ossuaire roman disparu en 1835, et des sarcophages dont les plus anciens remontent à l'époque franque.
L'orgue a été réalisé par Edmond Alexandre Roethinger en 1943.

#### Le clocher
Ce clocher de 36 mètres de haut, a été construit vers 1130-40.

#### Reliquaire de Sainte Charitine
Ce reliquaire qui se trouve dans l'église de Gueberschwihr est un don de l'abbé Jean-Baptiste Keller natif du village qui était présent en Italie lors des fouilles dans les catacombes. Il a fait façonner un corps et habiller la relique, en remettant les ossements à un cirier. Le reliquaire représente le martyre de Sainte Charitine dont le corps fut découvert le 25 avril 1845 aux côtés des martyrs de Saint Protus et Saint Hyacinthe dans les catacombes des saints Basile et Hermès près de Rome. Charitine est un nom d'origine grecque que l'on pourrait traduire par "la gracieuse", "la charmante".

#### Puits (XVesiècle)
Ce puits situé d'abord dans la cour de l'ancien château du Mittelbourg est présentement exposé dans une salle de réception. Il est composé d'un pignon à redents qui sert, dès le XVe siècle, de modèle pour le blason de Gueberschwihr. C'est dans ce château assiégé par les Armagnacs que les femmes du village trouvent refuge et repoussent les assaillants tandis que les hommes harcèlent les mercenaires. L'un de leurs capitaines trouve la mort et les Armagnacs en colère dévastent le village.  Ce château est connu au XVIIe siècle sous le nom de Storkenhaus en raison de son pignon à redents. Au XVIIIe siècle, il devient une auberge Zum Storcken, puis finit par abriter le siège de la corporation des charpentiers et maçons du Haut-Mundat. En 1899 le château est incendié accidentellement. Il est ensuite rénové pour rappeler son aspect d'antan.

#### Pont (1538)
Le pont muré d'un côté est construit avec les pierres du manoir de Hertenberg. Le pont est cintré et orné du blason de la commune. On y aperçoit une date en chiffres romains et une en chiffres arabes. Le pont enjambait l'ancien fossé qui entourait l'église et le cimetière autrefois fortifiés. Il servait aussi de lavoir pour les chevaux. Ce pont a été inscrit au titre des monuments historiques le 22 mars 1934.

#### Autres éléments de patrimoine

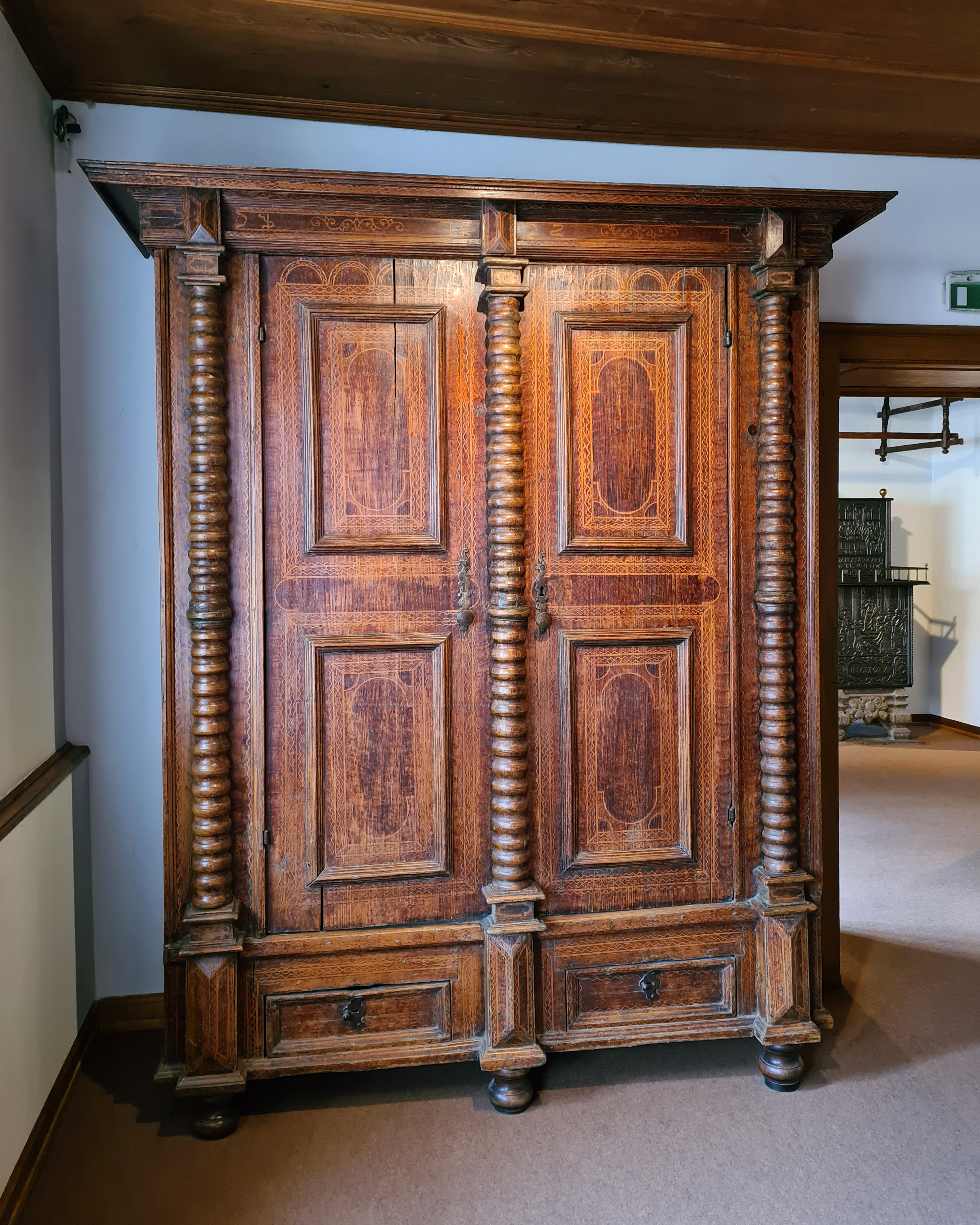
Armoire à colonnes (Gueberschwihr, 1724).

Gueberschwihr possède de nombreux éléments patrimoniaux :
- Nombreuses maisons construites aux XVIe et XVIIe siècles, période considérée comme la plus faste pour le village.
- Château Brunck de Freundeck[111] et son parc.
- Ancien hôpital[112].
- Fontaines :
  - Fontaine Saint-Pantaléon[113],[114].
  - Fontaine de la Vierge[115],[116].
  - Fontaine du carrefour[117].
- Calvaire abrité[118].

#### Monuments commémoratifs
- Monument aux morts[119],[120],[121].

### Autres événements et personnalités en lien avec la commune
- L'action du téléfilm Les Alsaciens ou les Deux Mathilde, qui retrace de manière nuancée l'histoire de l'Alsace de 1870 à 1953 à travers la saga d'une famille imaginée par Henri de Turenne (Arte, 1996), se déroule en grande partie à Gueberschwihr, sous le nom fictif d'Alsheim.
- Richard Brunck de Freundeck, "Gueberschwihr, berceau de la famille" : Vitrail de l'église de Gueberschwihr représentant les armes de la famille Brunck de Freundeck.
- 'Noir, blanc, gris... L'infini. L'œuvre du graveur Richard Brunck de Freundeck (1899-1949)' : Biographie et bibliographie la plus complète publiée à ce jour, 192 pages, 300 ill., à la suite de la grande exposition de la Bibliothèque des Dominicains de la Ville de Colmar en 2012, consacrée à cet artiste nommé « le plus grand graveur alsacien depuis Schongauer » par ses pairs.

### Héraldique
|  | D'azur à la façade de maison pignonnée de trois montants d'argent, ajourée de trois fenêtres, une et deux, ouverte d'une porte cintrée, le tout de sable bordé de gueules,. |

## Pour approfondir